# Mode punk
Pour les articles homonymes, voir Punk.

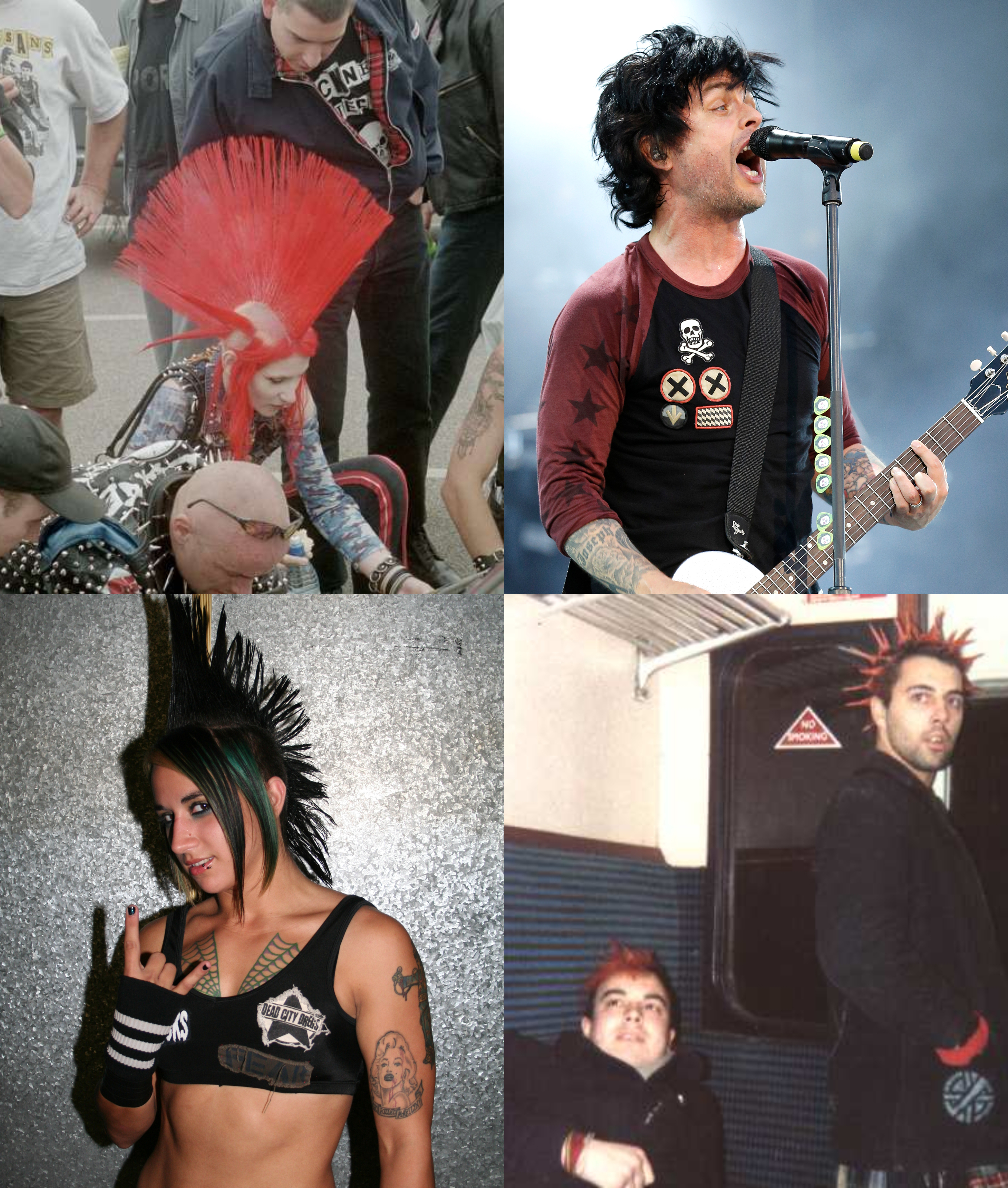
Collage de mode punk.

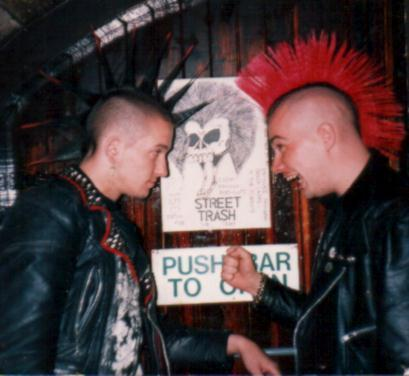
Punks dans les années 1980.

La mode punk est l'allure vestimentaire et l'apparence physique que se donnent à partir du milieu des années 1970 certains groupes de musique anglais, en particulier les Sex Pistols, puis les amateurs de ce genre musical.
Il s'agit d'un renversement de toutes les valeurs et de tous les codes vestimentaires issus du mouvement hippy : couleurs douces, effacement des différences sexuelles, références à la nature, vie à la campagne, motifs vernaculaires, non violence, idéalisme politique auxquels le style punk oppose tout ce qui est considéré comme laid par les babas cool : le style moderne des années 1960 (The Jam), les couleurs flashy, les imprimés voyants (léopard, lamé, écossais), les tissus et les matières synthétiques (nylons, vinyl, plastique), le mode de vie urbain, le pessimisme, les drogues chimiques, le mépris de soi, et, pour certaines branches auto-caricaturales du mouvement, l'inculture, le vandalisme gratuit, l'idéologie scientiste et la violence.
Cette attitude, issue d'une nouvelle génération en rupture avec celle de Woodstock, choisit de s'appeler « punk ». Sa musique fait passer au second plan les harmonies pour privilégier une puissance rythmique très fruste et efficace, avec des motifs et des paroles engagés ou révoltants.
Perçue par ses détracteurs comme une recherche d'excentricité et de provocation gratuite, elle n'est plus qu'un phénomène de mode, encore source d'inspiration pour les designers et les publicitaires. L'apparence vestimentaire est utilisée comme signe d'appartenance à une même communauté d'idéologie, de comportements et de goûts. Les codes qui la déterminent sont en évolution constante et se redéfinissent à mesure qu'ils sont dévoilés au grand public, popularisés par les médias et repris par la mode.
L'apprentissage de ces codes est de l'ordre de l'initiation où maîtrise de sa propre image et définition de l'identité personnelle vont de pair.
L'esthétique punk est généralement jugée comme sans concession et agressive. Elle véhicule à la fois les valeurs de liberté des années 1950, l'autodestruction propre au poète maudit, le tranchant des mods des années 1960 et le refus du système en place.
Puisant ses influences dans plusieurs références ou époques, elle fait largement appel au mélange de genres ainsi que l'illustre bien la première prestation des Sex Pistols où John Lydon, le chanteur, portait son célèbre tee-shirt « I hate Pink Floyd » avec un pantalon type « baggy » et des bretelles ; Steve Jones, le guitariste, ressemblait à Pete Townshend (guitariste de The Who) ; Paul Cook, le batteur, à Rod Stewart en mod et Glen Matlock, le bassiste, portait un pantalon avec des taches de peinture et un haut de femme en cuir rose.

## Historique
En 1976, l'esthétique punk se répand depuis Londres, popularisée via les médias par l'intermédiaire des Sex Pistols, groupe emblématique du mouvement.
Les origines du mouvement, et donc sa mode, sont intimement liées à l'histoire de ce groupe.

### Influences originelles

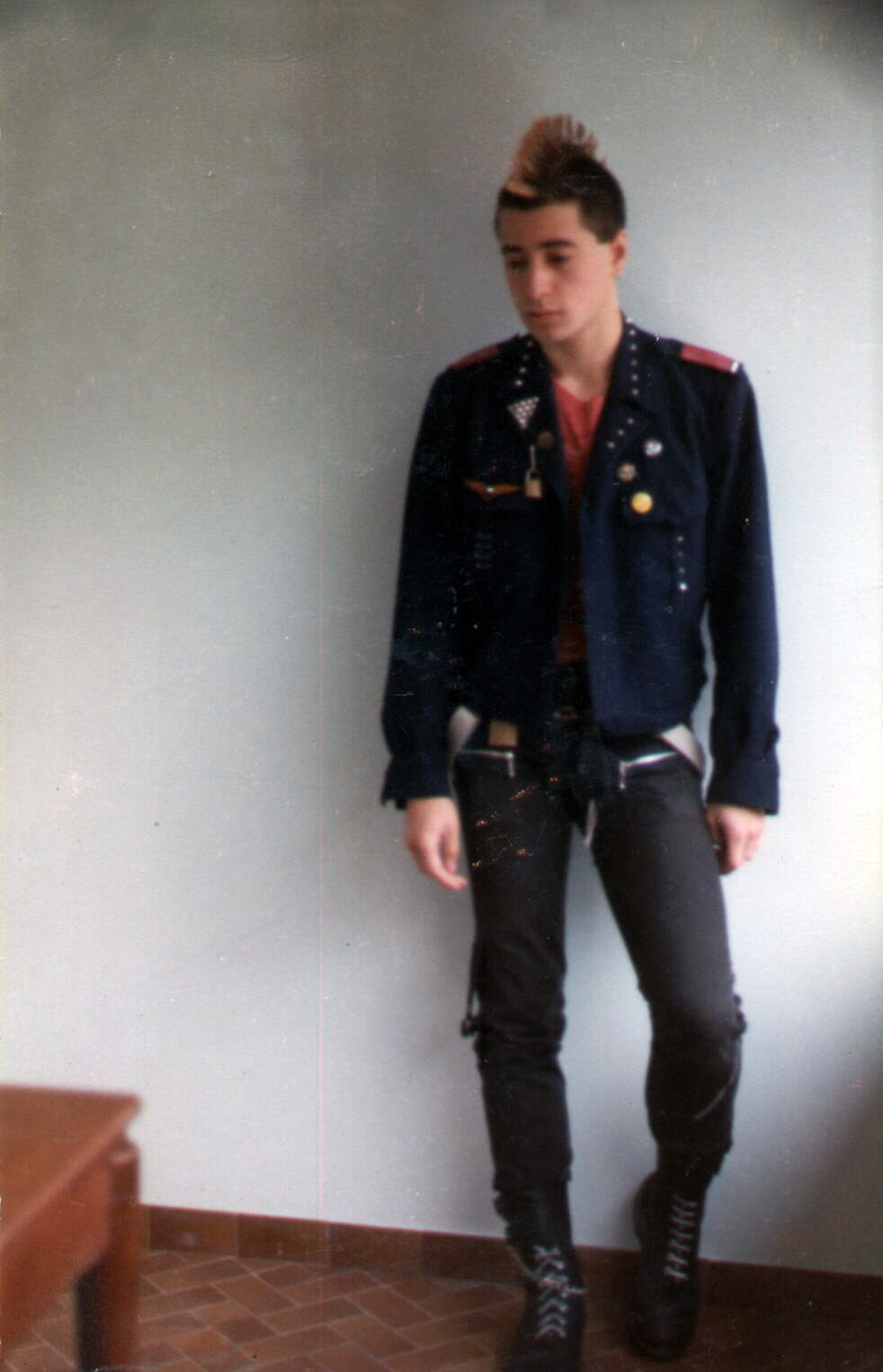
Tenue assez typique du début des années 1980.

En 1974, aux États-Unis, toute une faune commence à émerger autour de la scène du club CBGB's dans un contexte où la fin de la guerre du Viêt Nam et le scandale du Watergate préfigurent une volonté de changement.
Leur musique est puissante et agressive, leur allure de « zonards efflanqués » détonne avec tout ce qui a pu se faire avant.
Richard Hell se produit avec de grandes lunettes noires style années 1950, un blouson en cuir, un tee-shirt trop court et déchiré ainsi qu'une chevelure dont les mèches sont hérissées et de longueur variable.
Dans le même temps, les Ramones se produisent avec un teint blafard, des blousons en cuir noir type « perfecto », des baskets, des jeans troués et déchirés.
Les nihilistes de Electric Eels s'affichent avec des tee-shirts déchirés et rafistolés avec des épingles de sûreté ou portant des inscriptions jugées insultantes comme des logos du White Power et des croix gammées.
Ce nouveau genre est remarqué par les médias et Richard Hell pose pour son groupe Television avec le photographe Robert Mapplethorpe. Sur la photo qui est publiée dans le magazine Interview d'Andy Warhol, il apparaît avec un tee-shirt déchiré et arborant une chevelure dont le look sera qualifié de « destroy ».
En 1975, le mouvement commence à être connu sous le nom de « punk » notamment sous l'impulsion du fanzine homonyme publié à partir de décembre 1975 par Legs McNeil et John Holmstrom.
Malcolm McLaren, alors manager des New York Dolls, est à New York. Il est impressionné par l'allure de Richard Hell et ramène disques, photos et articles à Londres pour les afficher dans le magasin qu'il tient alors avec Vivienne Westwood, Sex avec la ferme intention d'importer ce style en l'adaptant au public anglais.
Sex est alors, déjà un endroit alternatif prisé par une clientèle underground. La boutique en est alors à son 3e changement de nom et d'orientation mais conserve des éléments des tendances précédentes (revival années 1950, bikers) qui influenceront ce qui deviendra la mode punk.
Ce dernier changement de nom amène une clientèle de jeunes banlieusards issus du milieu prolétaire qui prennent l'habitude de flâner dans la boutique, et dont l'allure détonne  avec la tendance de l'époque.
C'est là que, Johnny Rotten aurait vu un poster de Richard Hell, et commencé à imiter la coupe et l'allure, puis à répandre cette mode autant via les Sex Pistols, le groupe qu'il fonde sous l'impulsion de Malcolm McLaren, que via le Bromley Contingent, une bande de fans et d'amis qui se forme autour du groupe et de la boutique.
Sid Vicious, le bassiste du groupe de février 1977 à 1978, est souvent présenté comme incarnant le « look punk ». Il est décrit comme attentif à son allure et imaginatif dans sa tenue ; il porte des jarretières sur son jeans ou un cadenas à l'entre-jambe.

### Popularisation
Cette mode rencontre un succès très rapide dans une Angleterre en pleine crise économique, sans politique sociale et où le seul avenir des jeunes prolétaires est le chômage : notamment, elle est facile à mettre en œuvre, bon marché (vêtements récupérés en friperie ou au surplus militaire) et répond, tout en l'exprimant, à la nécessité économique du moment.
Elle veut incarner le refus du système de l'époque en rejetant les anciens codes issus du mouvement hippie : le jeans universel de la génération « peace and love » est déchiré, les cheveux longs sont rasés, le cuir du rocker est accessoirisé d'épingles de sûreté, de chaînes, de clous, etc.
Ce refus du système uniforme et conforme de l'époque s'exprime dans les collections de la boutique Sex :
- par la provocation en utilisant des accessoires bondage ou BDSM.
- par la dérision en utilisant des symboles sérieux (comme la cagoule du violeur de Cambridge) comme accessoires de mode.
- par le détournement, sous l'influence situationniste de Malcolm McLaren, avec l'usage de slogans revendicatifs ou provocants sur les vêtements.

Cette boutique sera un des pôles de la culture punk à son début.
Outre les vêtements fétichistes de Sex, le groupe popularise d'autres produits de la boutique comme les pantalons plissés ou en velours côtelé, les écharpes en daim, les vestes type années 1950 à cols de velours, etc.
Fin 1976, The Sun consacre au punk une double page où il les présente comme des « Hells Angels dans un cauchemar à la Orange mécanique ».
Dès 1977, le mouvement prend une ampleur telle qu'il en devient un véritable phénomène de mode. Des magasins ouvrent sur King's Road avec leur propre collection comme Boy qui présente des tee-shirts avec du sang d'animal séché ou imprimé avec des photos mortuaires de Gary Gilmore et des bijoux fait à partir de seringues ou de préservatifs.
En 1977, la créatrice anglaise Zandra Rhodes présente la première collection inspirée par le look punk - vêtements déchirés, épingles de sûreté et chaînes.

#### Éléments d'accessoirisation des vêtements

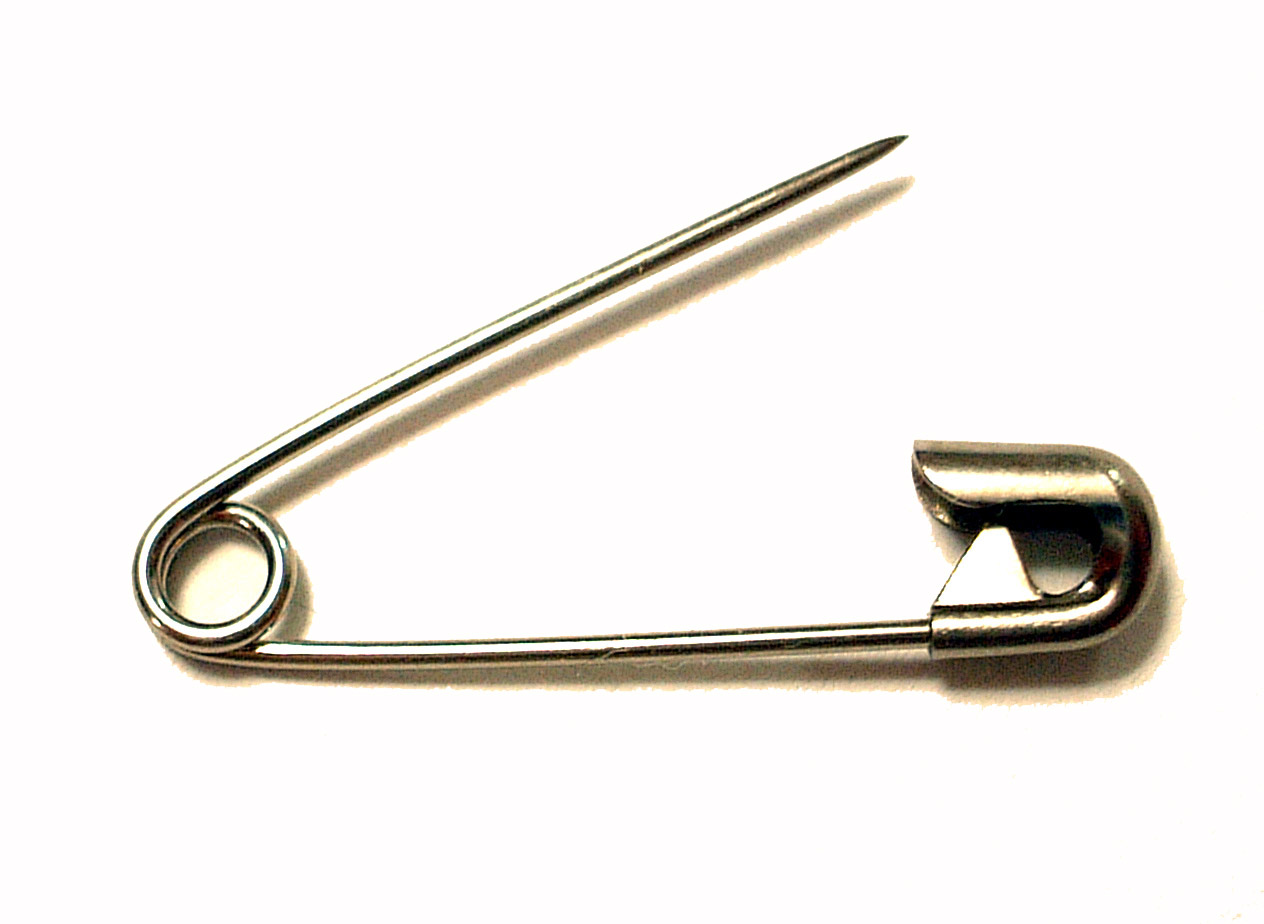
Épingle de sûreté.
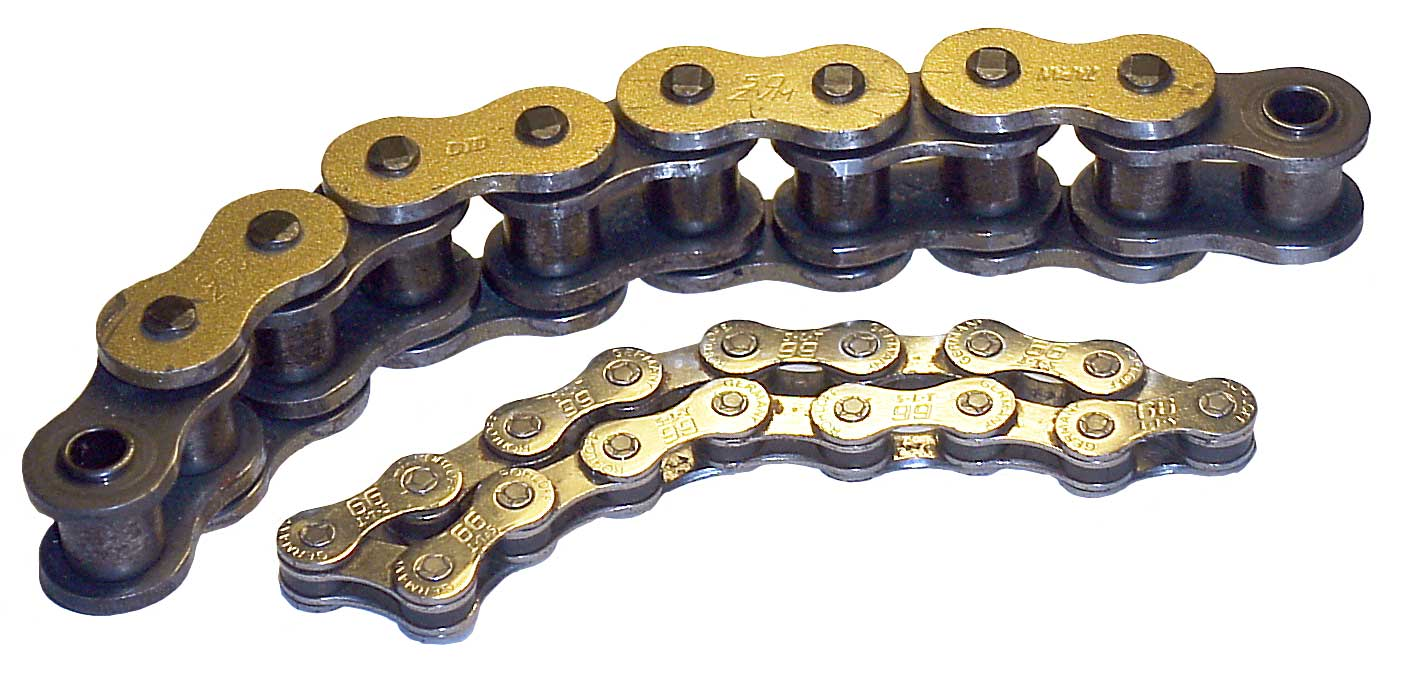
Chaînes de vélo.
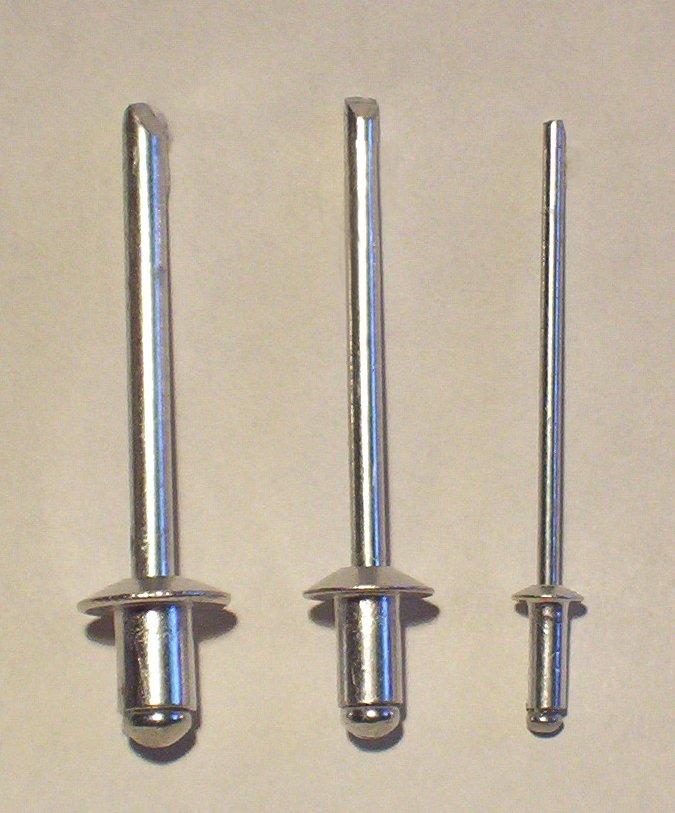
Rivets.
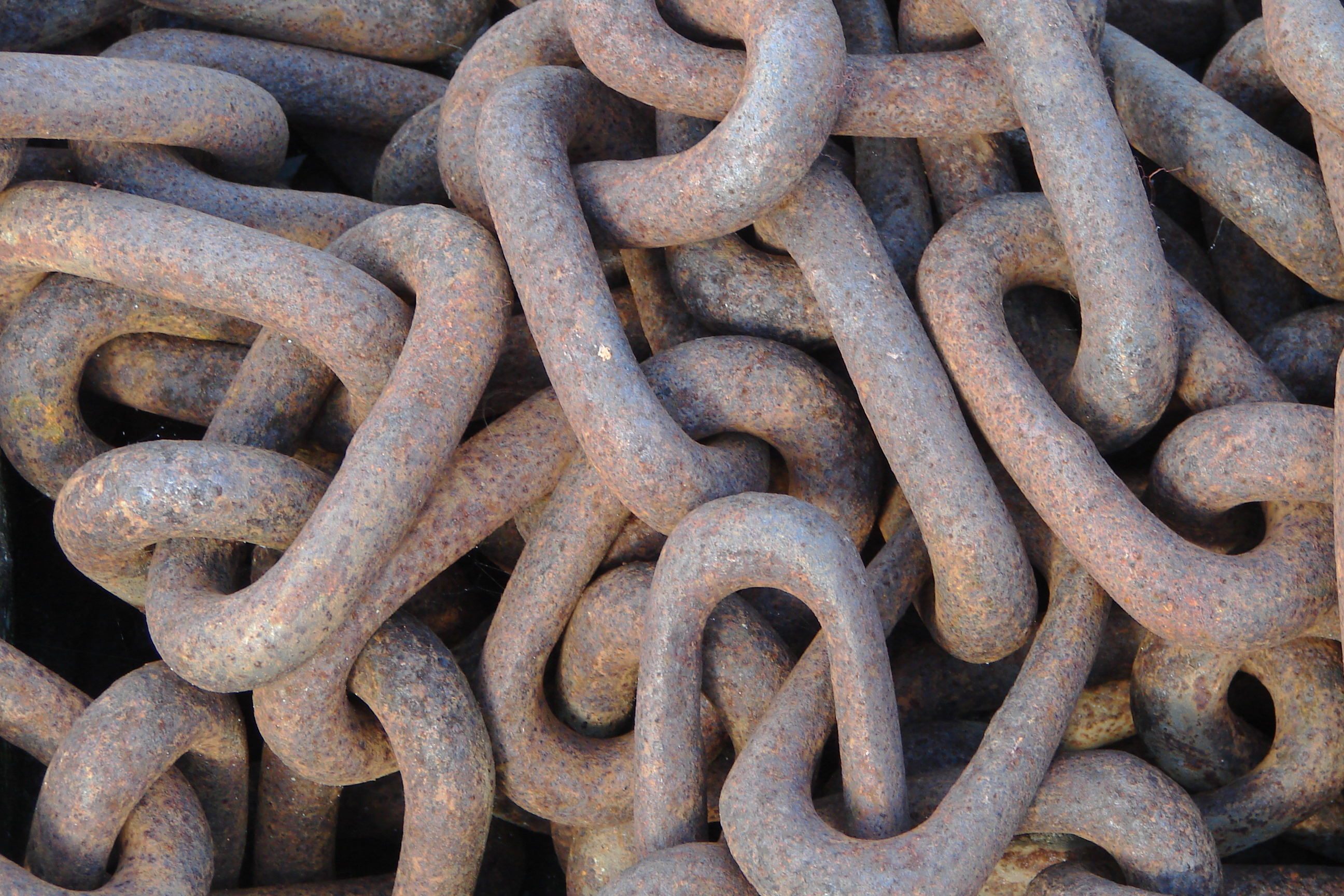
Chaînes.

### Évolution

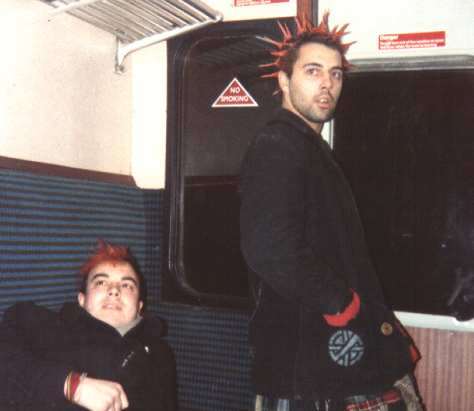
Tenue du milieu des années 1980.

Cette popularité va, à terme, scinder la mode punk en deux expressions différentes qui se côtoient jusqu'à la fin des années 1970. L'interprétation de la rue qui bricole son allure avec des éléments de récupération perpétuant l'inventivité du style originel et celle des boutiques alternatives qui lancent leurs propres collections en s'inspirant de ce que génère le mouvement.
La popularité amène aussi l'éclosion de plusieurs tendances issues des différentes interprétations de l'esprit originel, tant musical que vestimentaire.
À partir de 1978, l'émergence de la cold wave fait naître des looks d'inspiration ska considérés comme « glacials » proche des mods avec costumes et chapeaux.
Cette tendance est à rapprocher à la fois de l'influence de films comme Cabaret ou Les Damnés, mais aussi de l'orientation des collections de la boutique Sex qui s'inspirent des différentes modes en remontant le temps depuis les années 1950.

C'est aussi l'émergence du look paramilitaire, voire des tenues de survie, sous l'influence du groupe allemand Kraftwerk.
Vers 1979, c'est le début de la vague « néo-romantique » (les « Nouveaux Romantiques ») où l'apparence devient un élément essentiel et qui évolue vers une certaine préciosité, ce qui aboutira au mouvement gothique et la mode associée.
Les tendances de la mode punk en 1979 peuvent se classer en trois groupes autour d'un caractère privilégié : « l'outrage » pour la tendance punk, le « clean » pour la tendance mods et « l’aspect menaçant » pour la tendance skinhead.
Au début des années 1980, le look se met à suivre une tendance clochard (soit type dépression des années 1930, soit type rescapé d'une apocalypse nucléaire) qui veut se rapprocher de l'esprit originel.
Au début des années 1980, commencent à apparaître des « punks bidons » ou poseurs qui s'attachent plus à l'aspect sophistiqué de l'apparence qu'à l'aspect nihiliste et revendicateur du mouvement ; cet effet de mode suscitera en réaction un mouvement de contestation, notamment via le Do it yourself où les vêtements sont personnalisés sans respect pour l'objet de consommation qu'ils représentent. Ce mouvement aboutira au « zéro look » des grunges dans les années 1990.
D'autres auteurs attribuent l'apparition du « zéro look » des grunges aux influences riders américains.

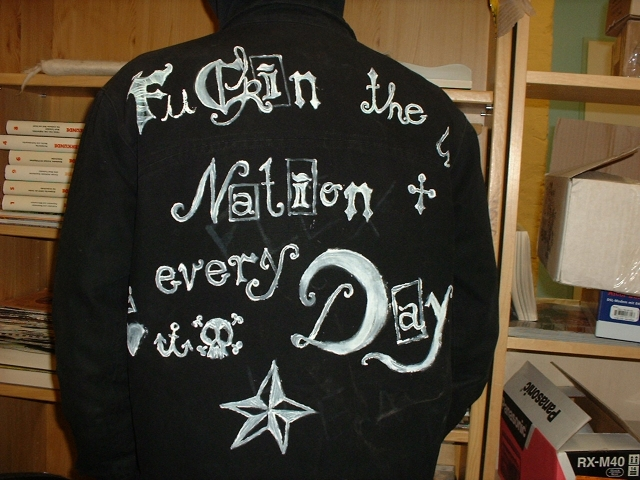
Veste personnalisée.
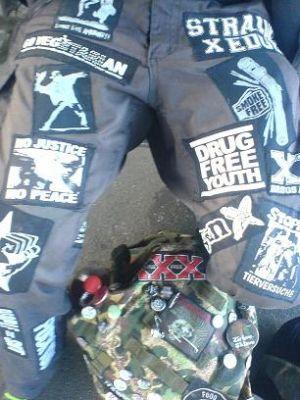
Pantalon personnalisé.
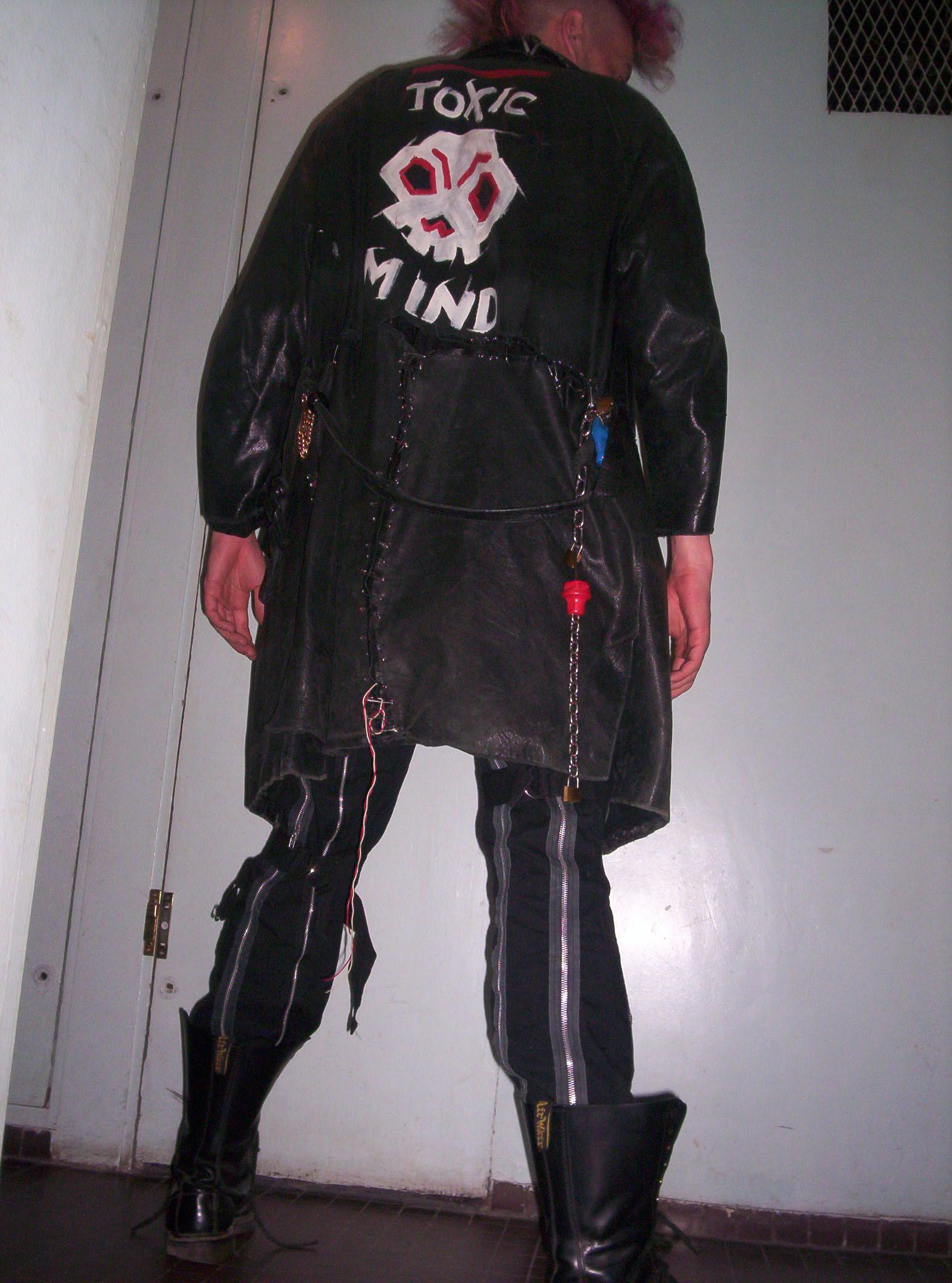
Manteau en cuir personnalisé.
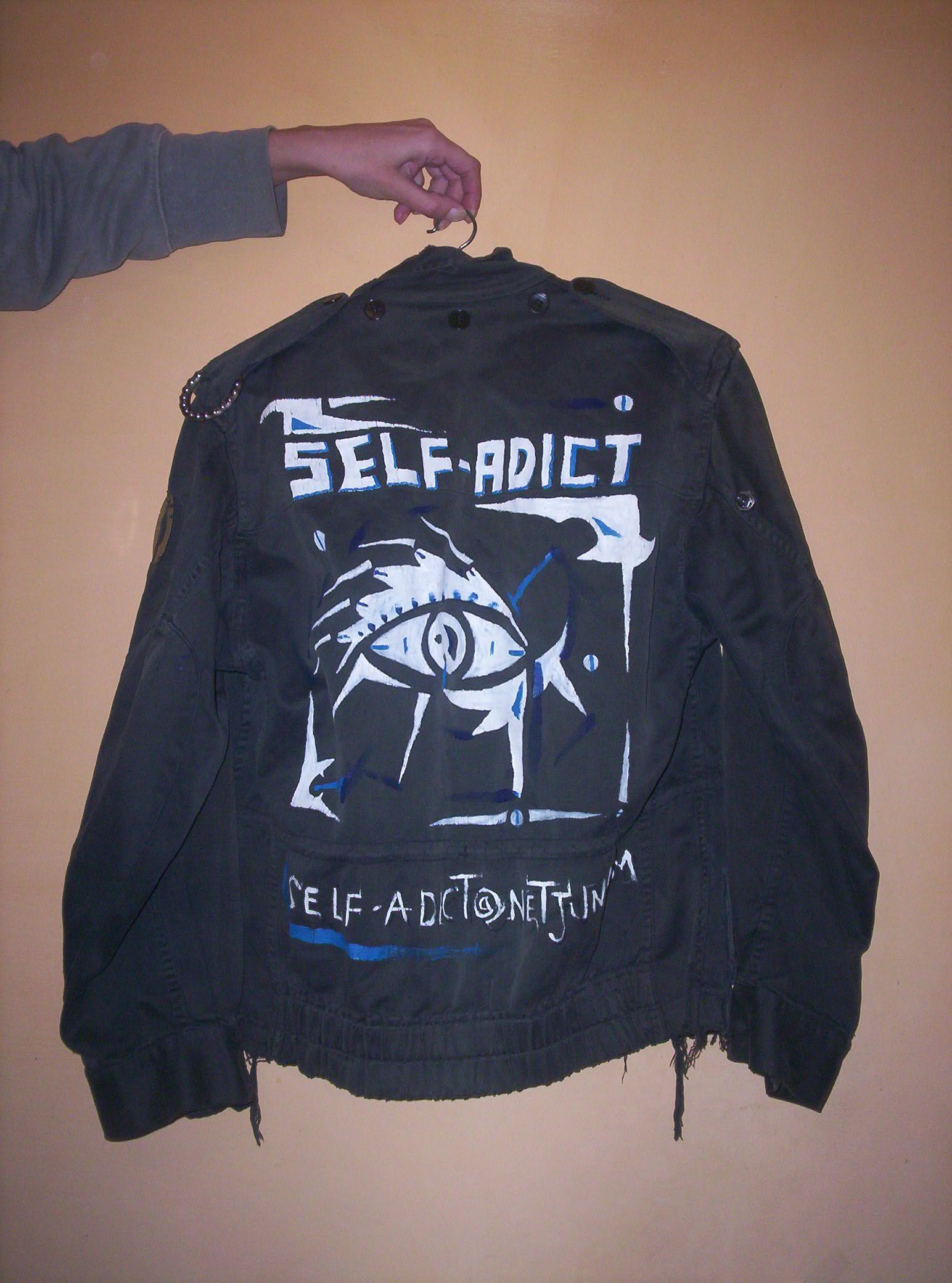
Veste de surplus militaire personnalisée.

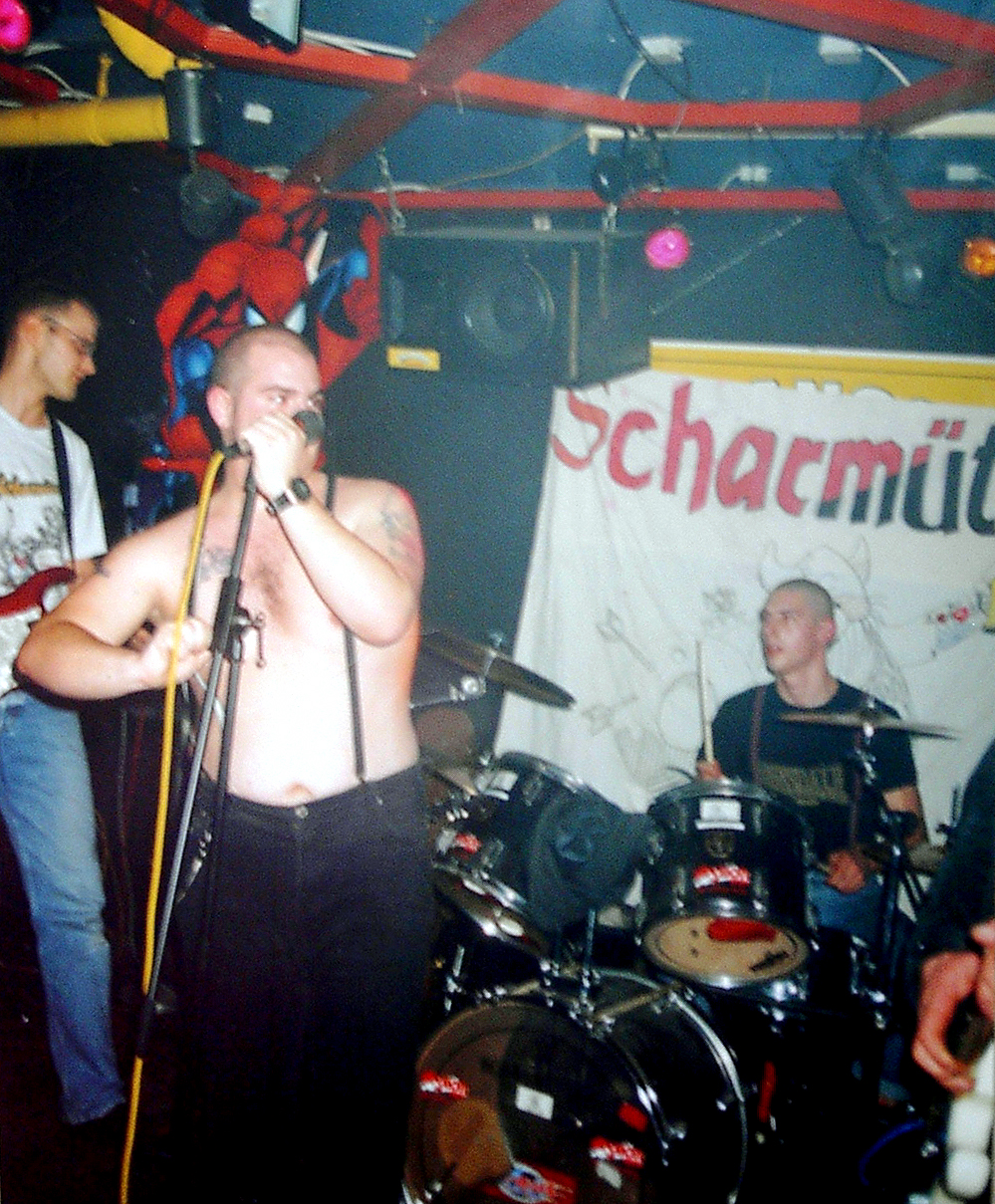
Look d'influence oï.

La politisation du mouvement notamment via la oi! et les influences skinheads entraîne des évolutions du look pour l'adapter à la guérilla urbaine. Ainsi, les chaussures coquées sont privilégiées afin de servir de moyen de défense ; le bomber est favorisé comme blouson parce qu'il est difficile de l'agripper ; le crâne rasé permet de ne pas donner une prise facile, etc.
Le goût de la liberté et l'attitude jusqu'au-boutiste sont déclinés par les riders ; ce qui amènera le skate punk et le look associé (cheveux en bataille, pantalon type « baggy », etc.) popularisés dans les années 1990.
La fascination pour les atmosphères post-apocalyptiques est déclinée dans certains courants techno ou cyberpunk.
Chaque sous-tendance, chaque interprétation du mouvement originel amène l'émergence d'un nouveau genre qui développe ses propres codes vestimentaires. Le terme « punkoïde » est parfois utilisé pour désigner les différents mouvements issus du mouvement punk originel.

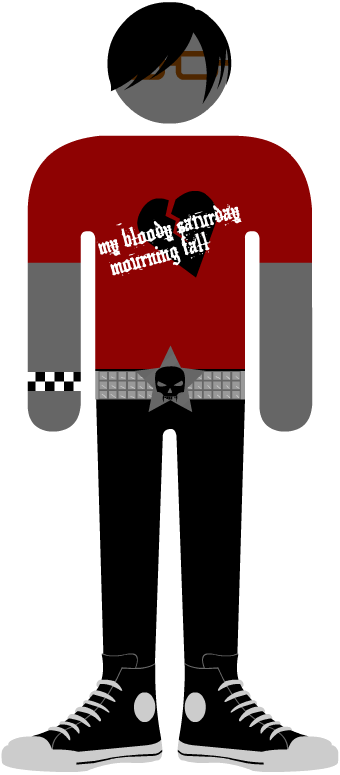
Tendance emo.
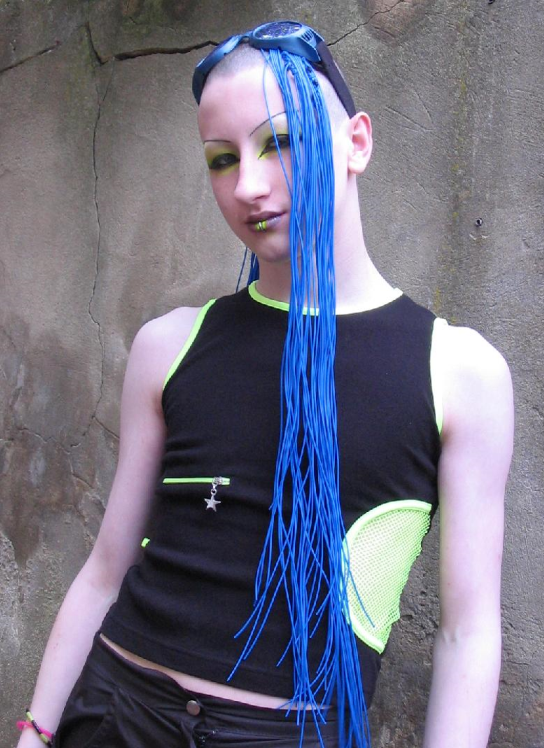
Tendance cyberpunk.
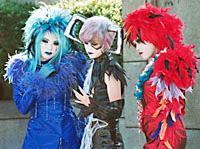
Tendance visual kei.

La mode punk est régulièrement revisitée par des stylistes comme Jean Paul Gaultier, Martin Margiela, ou Gianni Versace avec That Dress célèbre robe « néo-punk », montrant ainsi l'importance du phénomène de société qu'elle représente.
Elle inverse le sens de propagation habituel de la mode dans la mesure où c'est la rue dont elle est issue qui a influencé les créateurs et non l'inverse.

## Différents éléments
Malgré la diversité des accessoires ou vêtements assimilables à l'esthétique punk, certains éléments ou certaines associations restent récurrents. Mais s'il existe des critères communs à tous les punks, leur application est soumise à l'infinie variabilité des interprétations individuelles. 
C'est la profusion de ces critères communs sous forme de répétition qui permet l'identification au mouvement punk.
Cette répétition est moins marquée en milieu rural, car il y est plus difficile de se procurer certains accessoires, et la possibilité d'isolement social y est plus importante. Elle est aussi moins marquée et moins codifiée chez les filles du fait d'une sous-représentation féminine à l'image de la société.
Comme toute mode, la mode punk comporte une composante vivante qui la rend évolutive. Certaines tendances seraient liées à différents niveaux d'authenticité, par exemple. Et elle subit aussi des modes localisées dans le temps ou l'espace.

### Accessoires

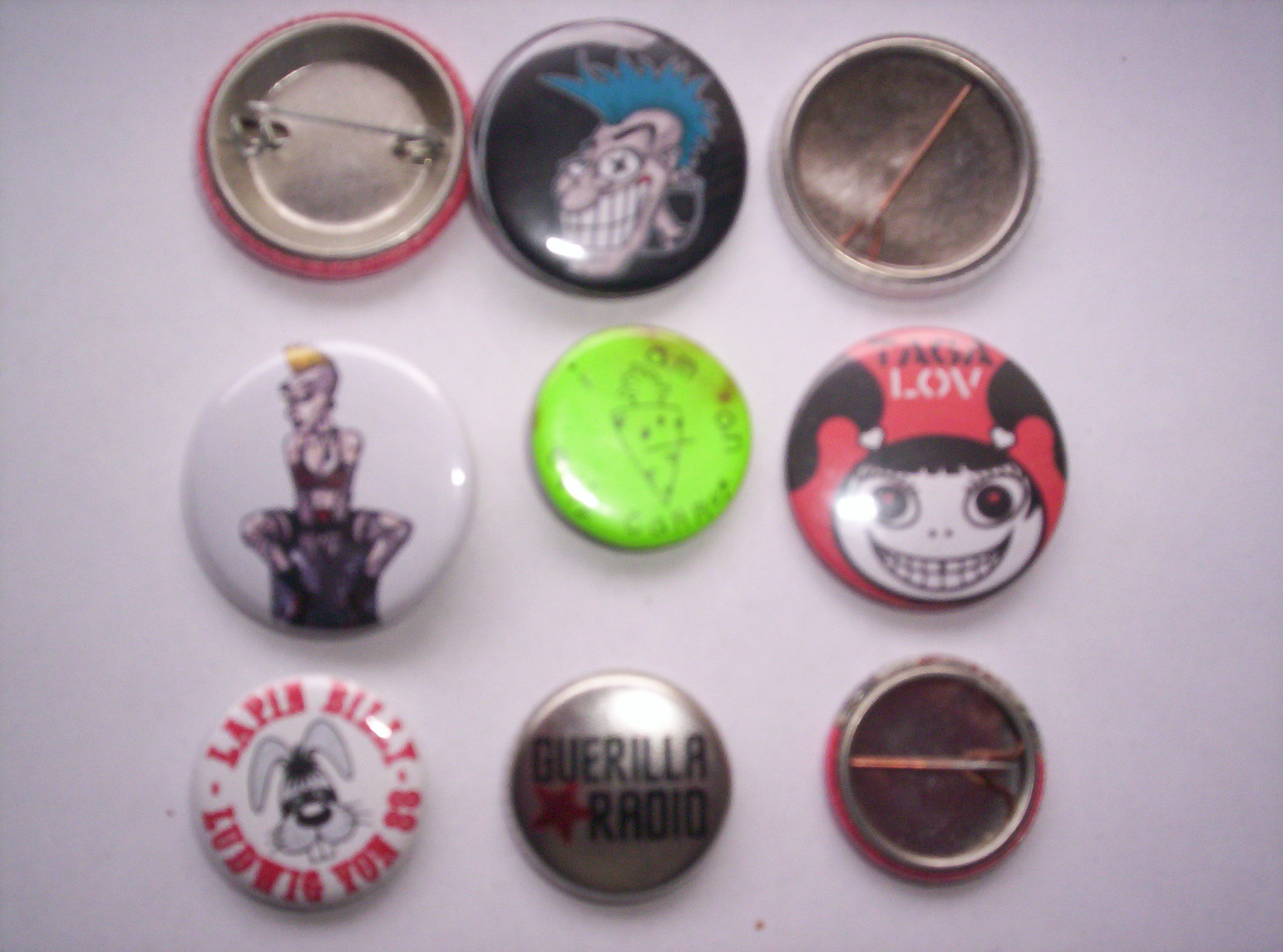
Badges.

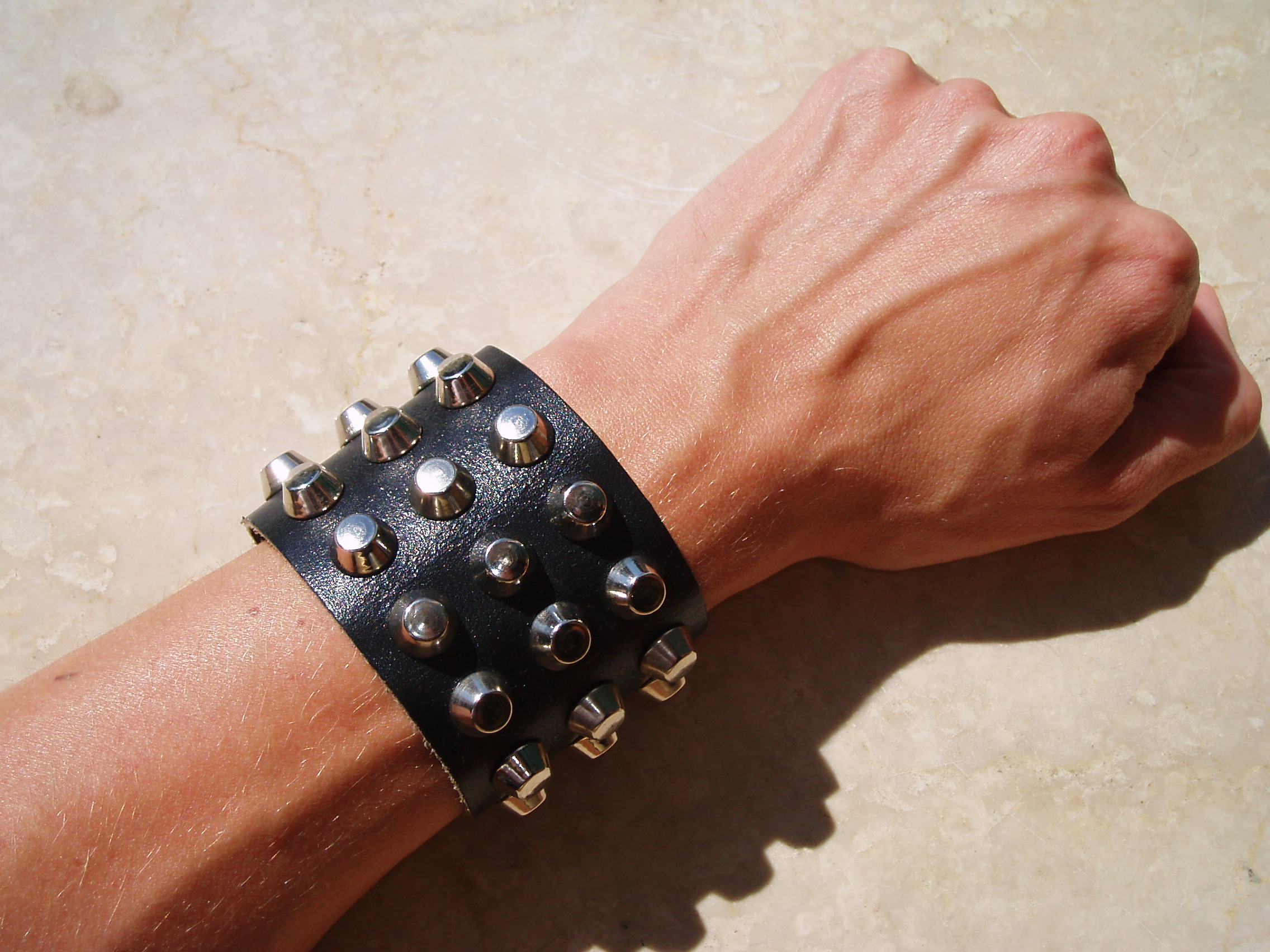
Bracelet à clous.

Le badge est emblématique de la culture rock. Son caractère peu onéreux et sa facilité de fabrication ou de personnalisation sont en accord avec la culture punk. Comme le t-shirt, il peut prendre une valeur symbolique d'icône s'il est orné de l'effigie, des couleurs ou du logo d'un groupe.
Les bretelles se portent généralement pendantes sur le pantalon par dérision pour leur rôle de maintien autant que par provocation vis-à-vis de la tenue correcte communément admise.
Le détournement d'objet est un élément déterminant popularisé par les collections de la boutique Sex. Ces collections utilisent des accessoires en référence au bondage ou au BDSM comme les menottes, les cadenas, les chaînes, les boucles de métal, les lacets, les sangles qui se portent pour entraver la démarche, les laisses et les colliers pour chien.
Mais tout objet est susceptible d'être détourné à des fins d'accessoirisation, comme des outils dérisoires de la vie courante tels que les épingles de sûreté, les clous, etc., ou encore des objets à fonctions pratiques comme les lames de rasoirs, les fermetures à glissière, les chaînes de vélo ou triplex qui se portent en ceinture ou en collier.
La mode des épingles de sûreté a été importée de France après que Malcolm McLaren a rencontré Elli Medeiros, alors chanteuse des Stinky Toys, qui portait un pantalon-cigarette tellement étroit qu'elle faisait tenir les coutures avec des épingles à nourrice. ref: "Jacno, un héros Français" documentaire de Pierre Carron.
Le maquillage est outrancier : les paupières sont noircies au khôl, les lèvres d'un rouge intense, le teint souvent blafard. 
Depuis le début des années 1970, le maquillage et le rimmel en particulier, peuvent aussi être une expression de virilité.
Les modifications corporelles, en général, appartiennent à la culture rock, mais c'est particulièrement le piercing qui est souvent associé à la culture punk. Celle-ci est notamment à l'origine de la popularisation du piercing à la narine pendant les années 1980.
Le piercing suggère non seulement la sauvagerie en rapprochant les sociétés occidentales des peuples dits « primitifs », mais est aussi considéré comme un accessoire déviant et pervers au même titre que les accessoires BDSM.
Selon certains auteurs, il est possible de rapprocher les transformations faites sur les vêtements de celles faites sur le corps, notamment dans le fait que comme pour les vêtements, les modifications corporelles sont souvent mises en œuvre par les punks eux-mêmes.
Le rat appartient aussi à la panoplie typique du punk, le plus souvent porté trottinant sur l'épaule. L'origine de cette tendance est à attribuer à une biographie à sensation de Unity Mitford parue en 1976, laquelle possédait un rat domestique qu'elle portait sur l'épaule ; tendance à rapprocher de l'usage des symboles politiques choquants.
Les symboles politiques forts sont utilisés pour leur caractère provocant plus que pour leur sens ; c'est le cas de la svastika, de l'étoile de David ou encore du keffieh (symbole du peuple palestinien) ; anecdotiquement les couleurs rasta (rouge, jaune, vert).

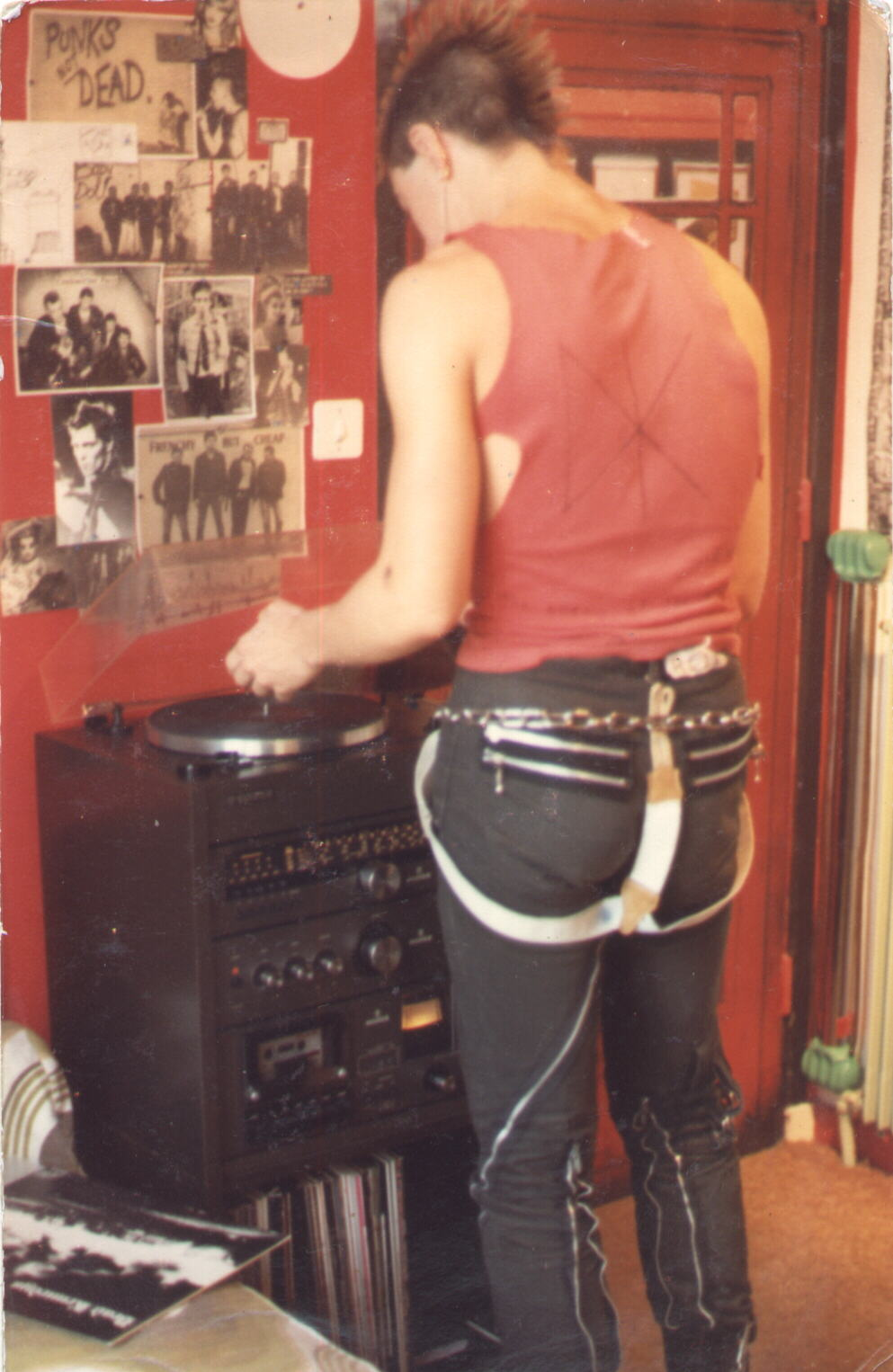
Bretelles.
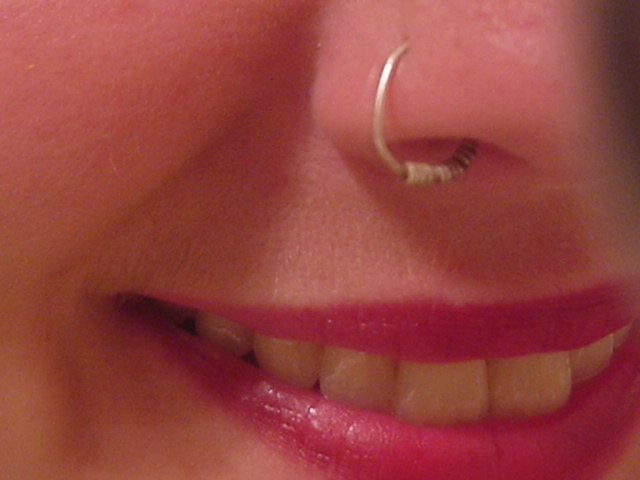
Piercing à la narine.
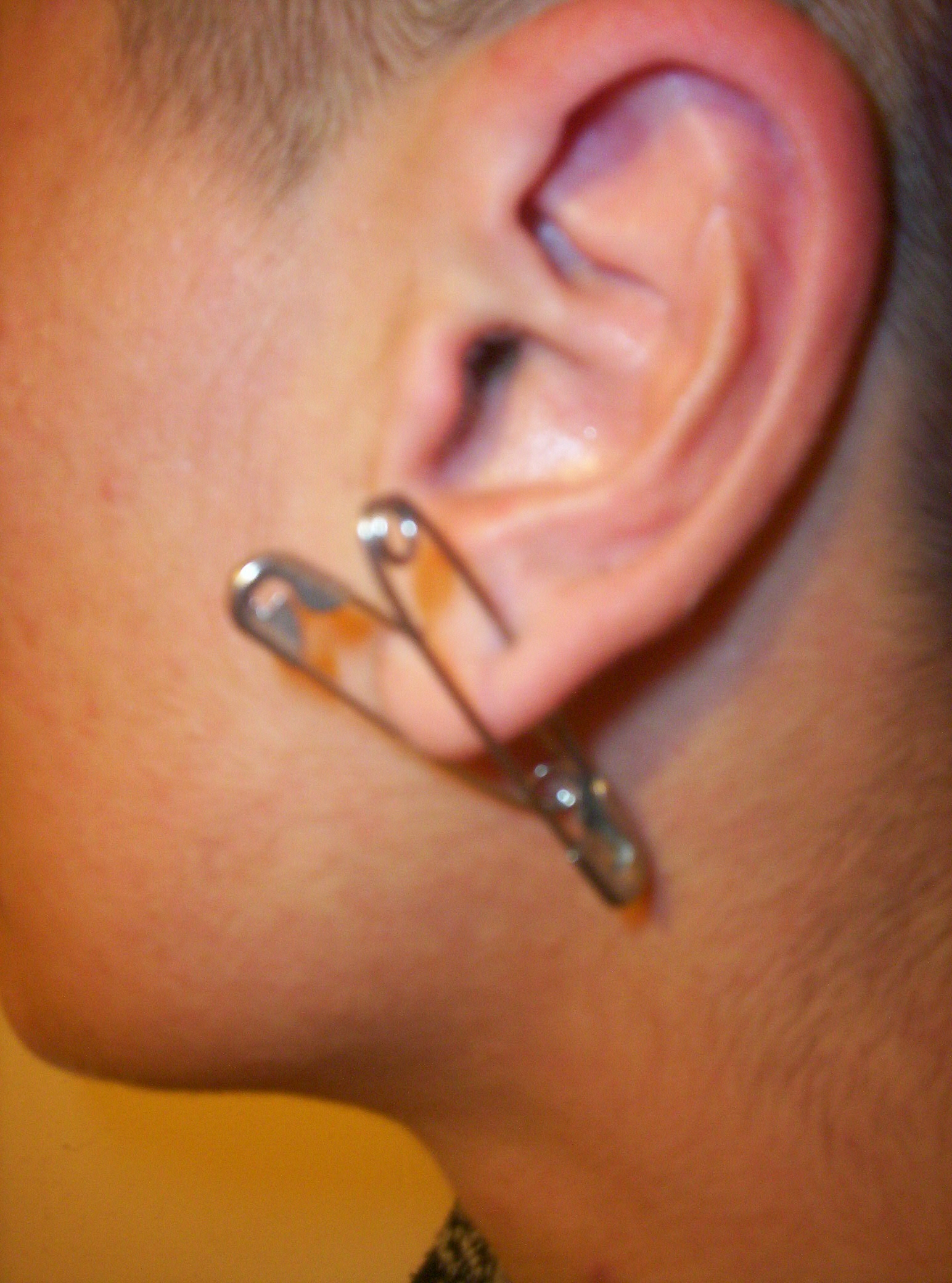
Oreilles avec épingle de sûreté en piercing.
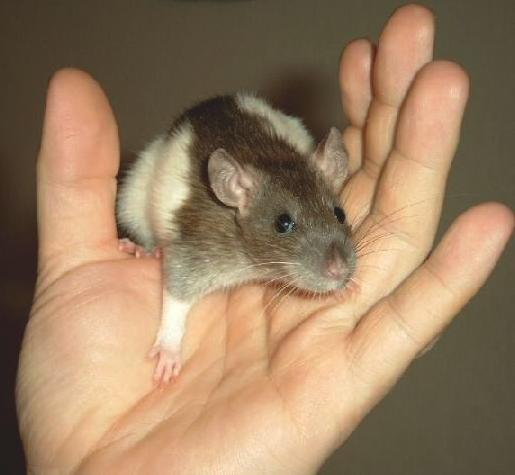
Rat domestique.

### Chaussures
Les grosses chaussures font partie des classiques. Elles sont généralement montantes et coquées. Elles peuvent être de style « chaussure de sécurité » à la Dr. Martens ou style « botte de combat » souvent appelées « Rangers », mais également des Engineer boots. Elles peuvent être accessoirisées ou peintes, et se portent ouvertes ou fermées.
Les creepers, emblème des Teddy Boys des années 1950, ont été remises au goût du jour par Vivienne Westwood et Malcolm McLaren qui les vendaient dans leur premier magasin londonien Let It Rock, et dont la vente a subsisté malgré les changements de nom et d'orientation de la boutique.
La mouvance psychobilly (mélange de punk rock et de rockabilly) les adopte comme un véritable emblème.
Les influences skate punk amènent également à utiliser des chaussures de skate (Vans, Globe, Etnies, etc.)

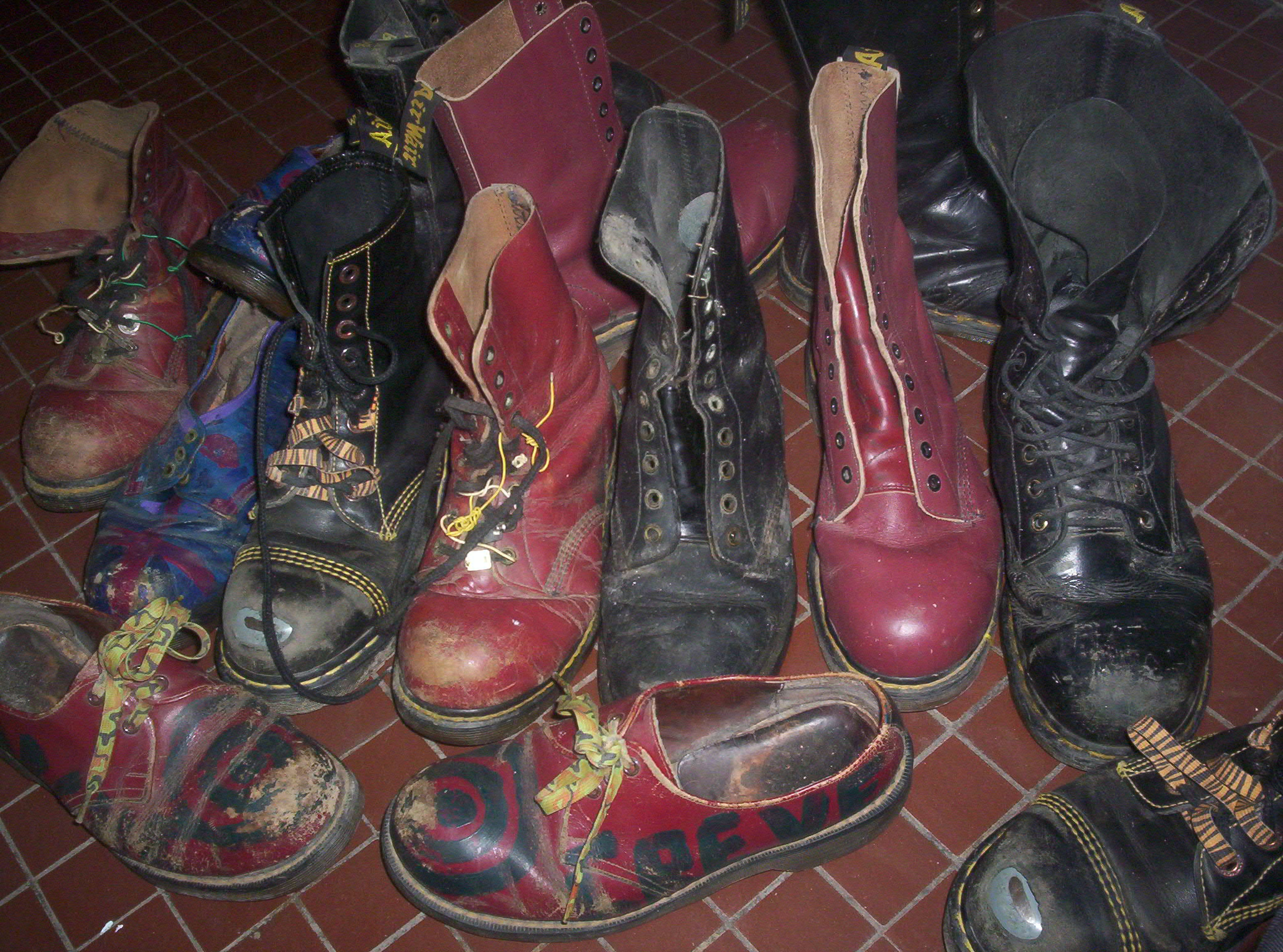
Dr Martens.
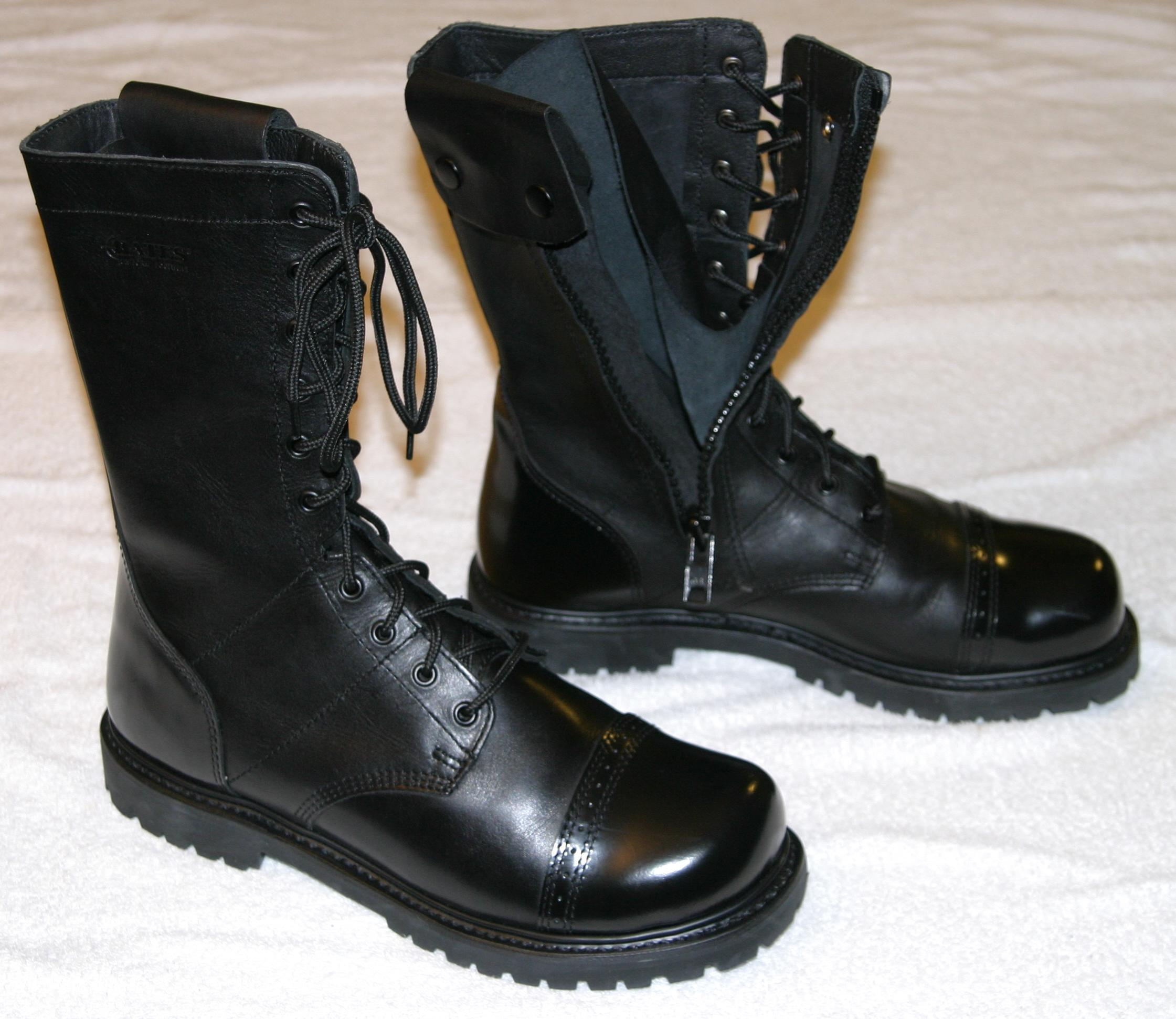
« Rangers ».
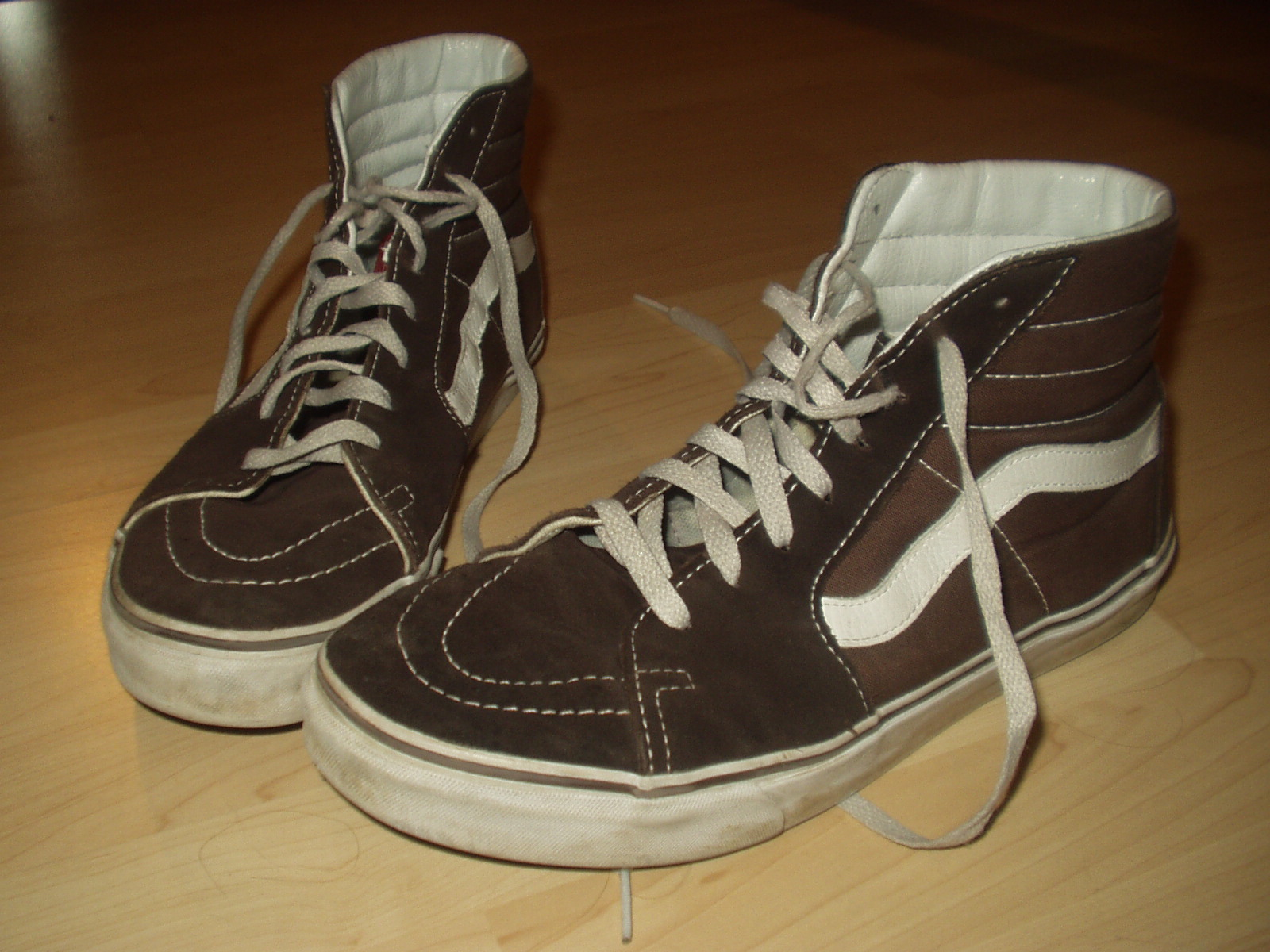
Chaussures de marque Vans.
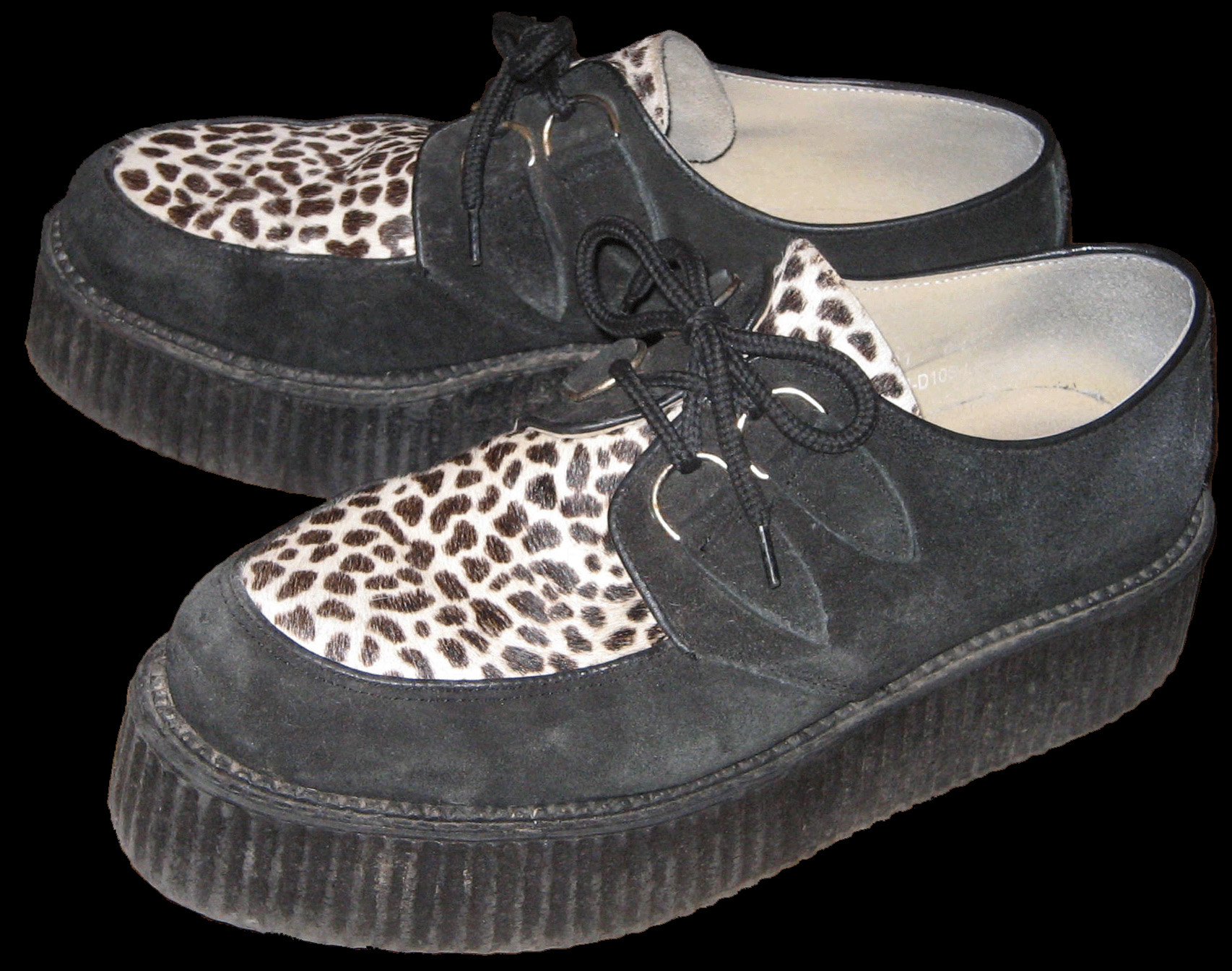
Creepers.

### Coiffures
La coupe « en pétard à la Sid Vicious » (appelée scum en anglais) est nettement inspirée de la coiffure originelle de Richard Hell. Cette coupe évoluera via Siouxsie Sioux jusqu'à inspirer Robert Smith et devenir une coiffure emblématique du mouvement gothique au début des années 1980. Cette coupe symbolise le rejet de la mode dont la tendance en 1976 était aux boucles et aux cheveux longs, en même temps que le rejet du mouvement hippie à l'origine de cette mode. Son côté fait-maison dénonce la crise de l'époque au Royaume-Uni en exprimant « pas d'argent, pas d'avenir ».
Dans cette attitude de rejet du cheveu long, les cheveux peuvent même être rasés, totalement ou en préservant une crête.
La crête iroquoise (ou Mohawk Hairstyle en anglais) est considérée comme la coiffure emblématique du mouvement punk : à l'époque, tous les moyens étaient bons pour la tenir droite (colle, savon, blanc d'œuf, etc) ;  cela ouvrira la voie aux nouveaux cosmétiques extra-fixants (gel ultra fixant).  Cette coiffure facile à réaliser soi-même s'impose rapidement et, dès 1977, elle est proposée et interprétée dans certains salons de coiffure, dont celui de Ray Bird, sous différents noms : « jolie punk », « tête de hérisson ». Ray Bird créé ainsi des coiffures novatrices notamment en intégrant des dessins, des sigles ou des mots, rasés dans les cheveux.
Sa facilité de mise en œuvre à partir de n'importe quelle coiffure est contrebalancée par la quasi-impossibilité de la masquer une fois réalisée, ce qui en fait un fort symbole visuel de l'attitude jusqu'au-boutiste des punks.
Quand, à la fin des années 1970, le punk anglais devient une sorte d'attraction touristique à Sloane Square, étant même présent sur les cartes postales des magasins de souvenirs, la crête prend des allures extravagantes (couleur, hauteur, forme, etc.) pour satisfaire les touristes et glaner les quelque 50 pences qu'ils donnent pour une photo.
En réaction à cette exagération, une tendance sera de porter la crête mais de ne pas la dresser.

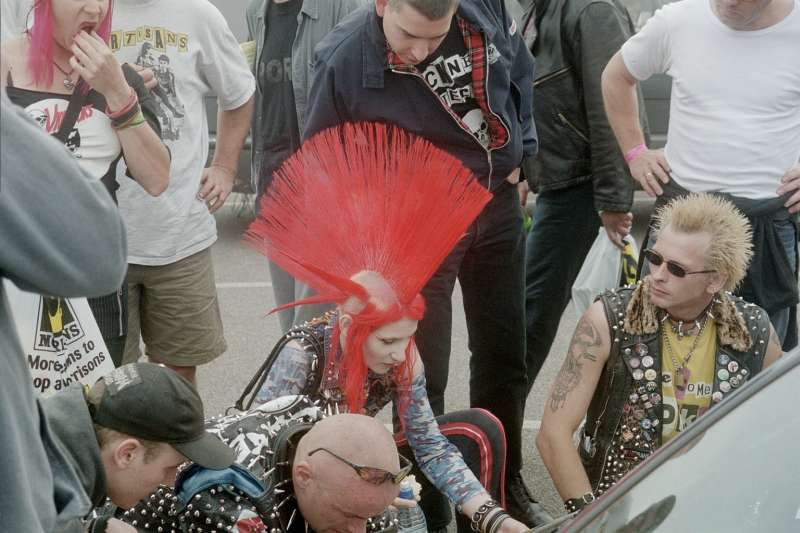
Crête colorée type fin des années 1970 sur Sloane Square.
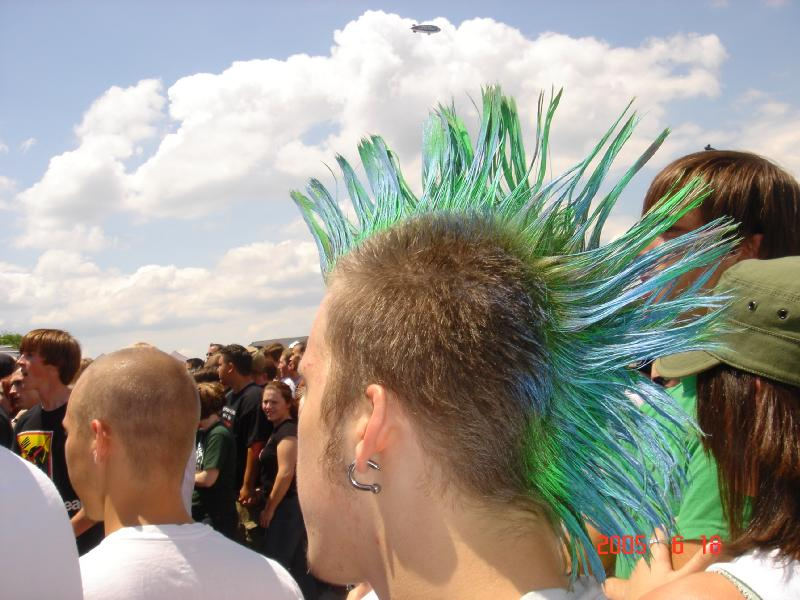
Crête colorée.
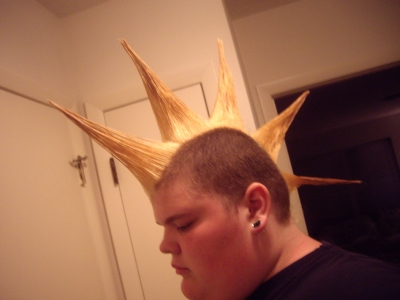
Crête coiffée avec des pics : Liberty spikes (en).
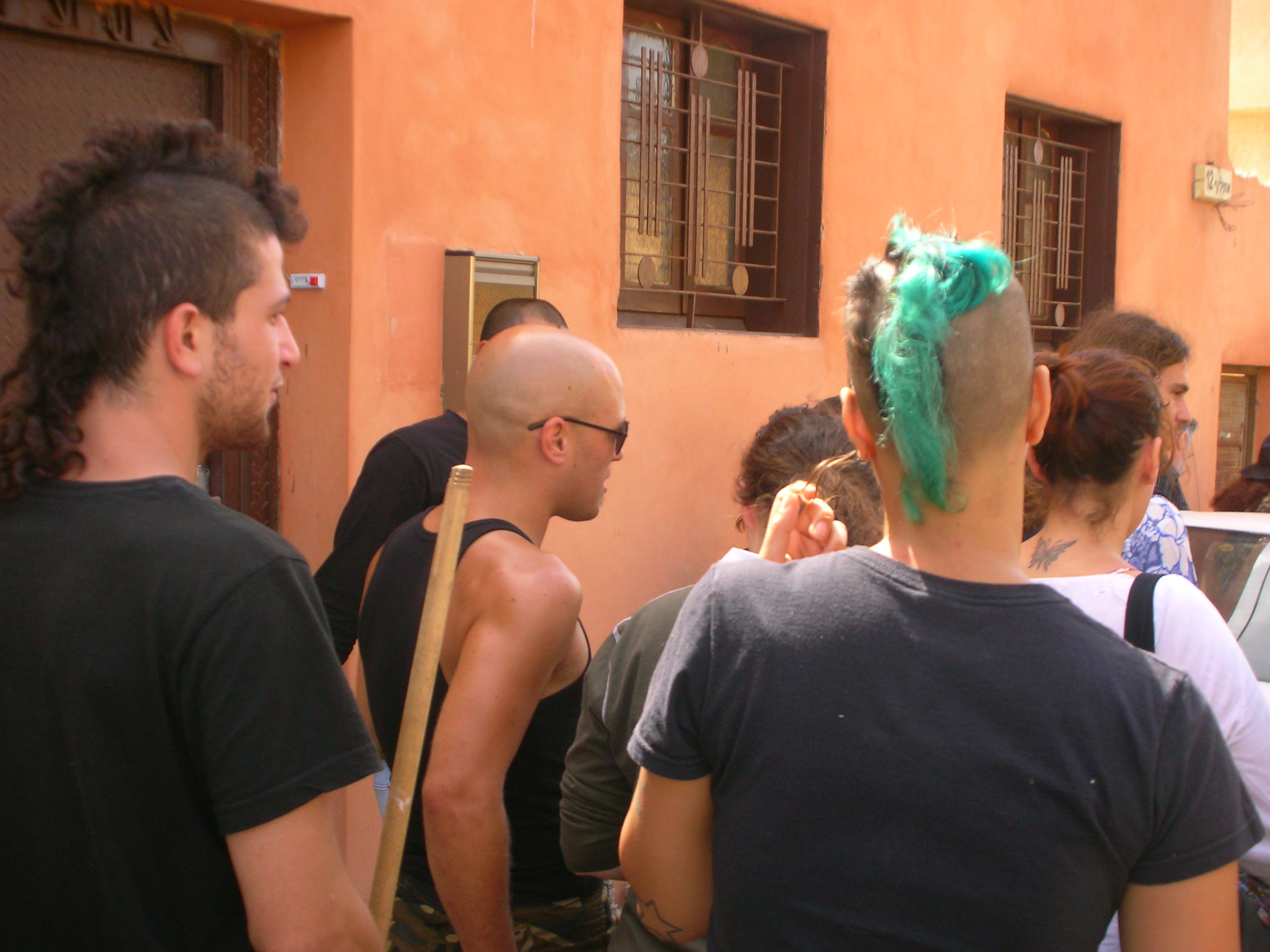
Crête non dressée.

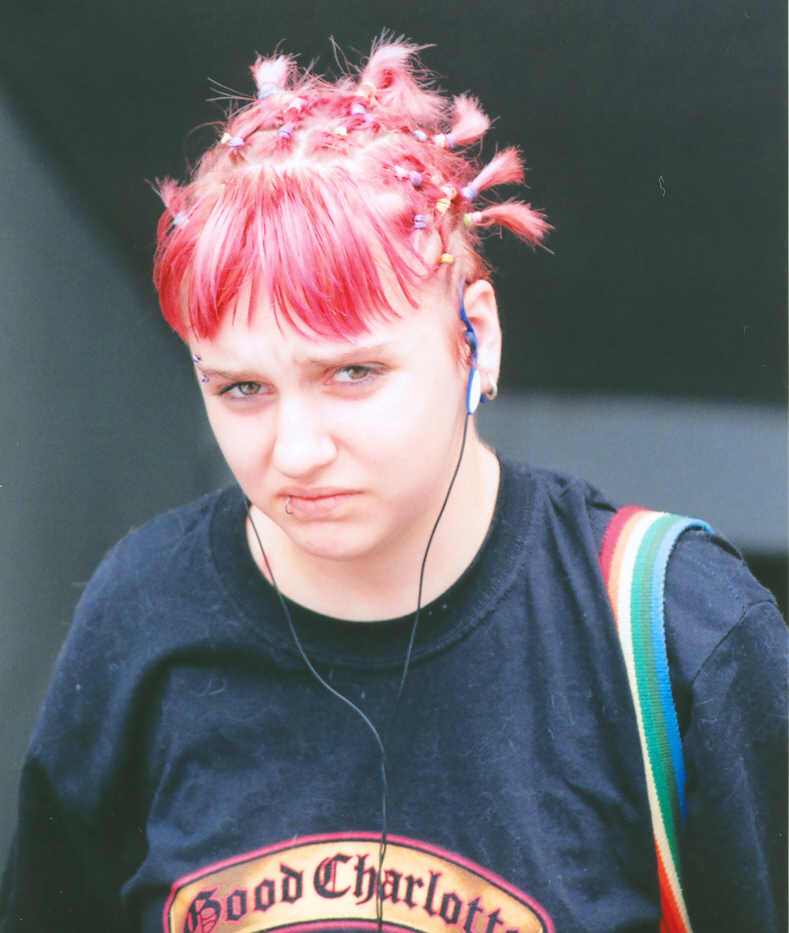
Cheveux colorés.

Cette façon de colorer les cheveux est aussi caractéristique du rejet des tendances de l'époque qui visent au naturel ; les couleurs utilisées sont volontairement artificielles pour être choquantes : fluorescentes, orange, vert, racines apparentes, etc.
Le crâne rasé apparaît avec la politisation du mouvement, dans un symbole de négation totale du système, de jusqu'au-boutisme du DIY et avec un aspect pratique puisque les cheveux ne peuvent pas être saisis en cas de bagarres.
Il existe d'autres coupes plus anecdotiques mais généralement plus extravagantes comme le fait de raser et de mettre en forme les cheveux restant afin de simuler des cornes sur le devant ou la Devilock (coiffure emblématique du groupe Misfits).
Outre les coiffures, la mode punk présente le visage masculin comme rasé. Cette tendance est autant à attribuer à la jeunesse des protagonistes originels qu'à leur façon de prendre les codes en vigueur à revers puisqu'à l'époque la barbe est plutôt en vogue.

### Matières, motifs et volumes

Collage à la Jamie Reid.

Les matières phare de la culture rock des années 1950 sont revisitées, accessoirisées, déchirées, rapiécées mais restent d'actualité, comme le cuir pour les blousons et le jeans pour les pantalons-cigarette de coupe dite « slim fits » en anglais (en forme de tube droit et fin).
Sous l'influence de Jamie Reid, le collage est largement utilisé, que ce soit pour les motifs imprimés - style lettres découpées dans un journal comme une lettre anonyme - ou dans les assemblages et superposition de matières.
La maille de toutes tailles dont la résille prend une place importante, notamment dans les vêtements féminins.

La dentelle et le satin sont partiellement utilisés pour jouer sur un effet de contraste entre la préciosité et la sophistication qu'induisent ce type de matières comparées à l'allure générale.
Des symboles forts de la monarchie et de la bourgeoisie au Royaume-Uni sont détournés pour se vêtir, comme le drapeau du Royaume-Uni ou le tartan (tissu écossais).

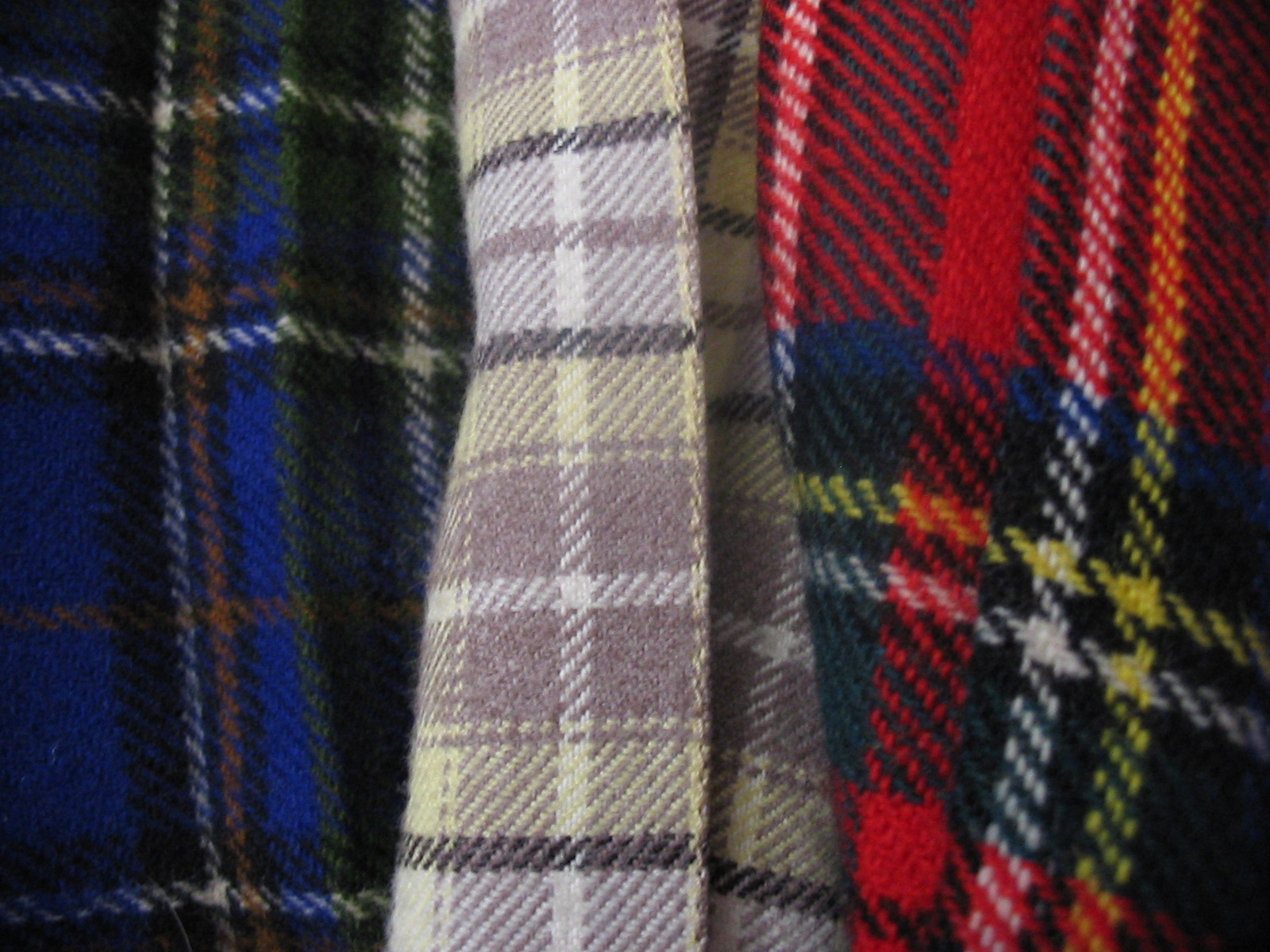
Tartan.
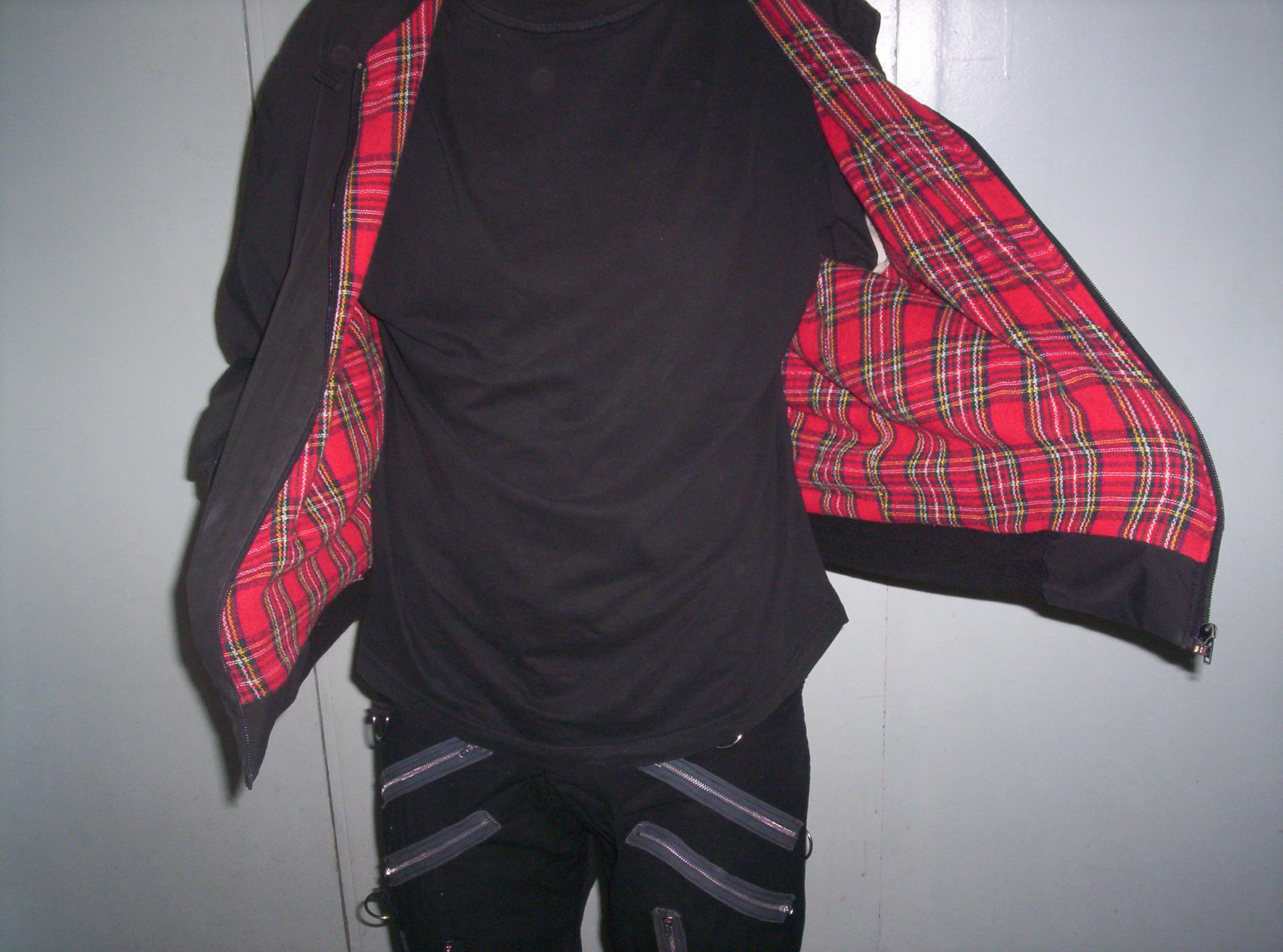
Veste (type Harrington) avec intérieur type tartan.
Drapeau du Royaume-Uni.
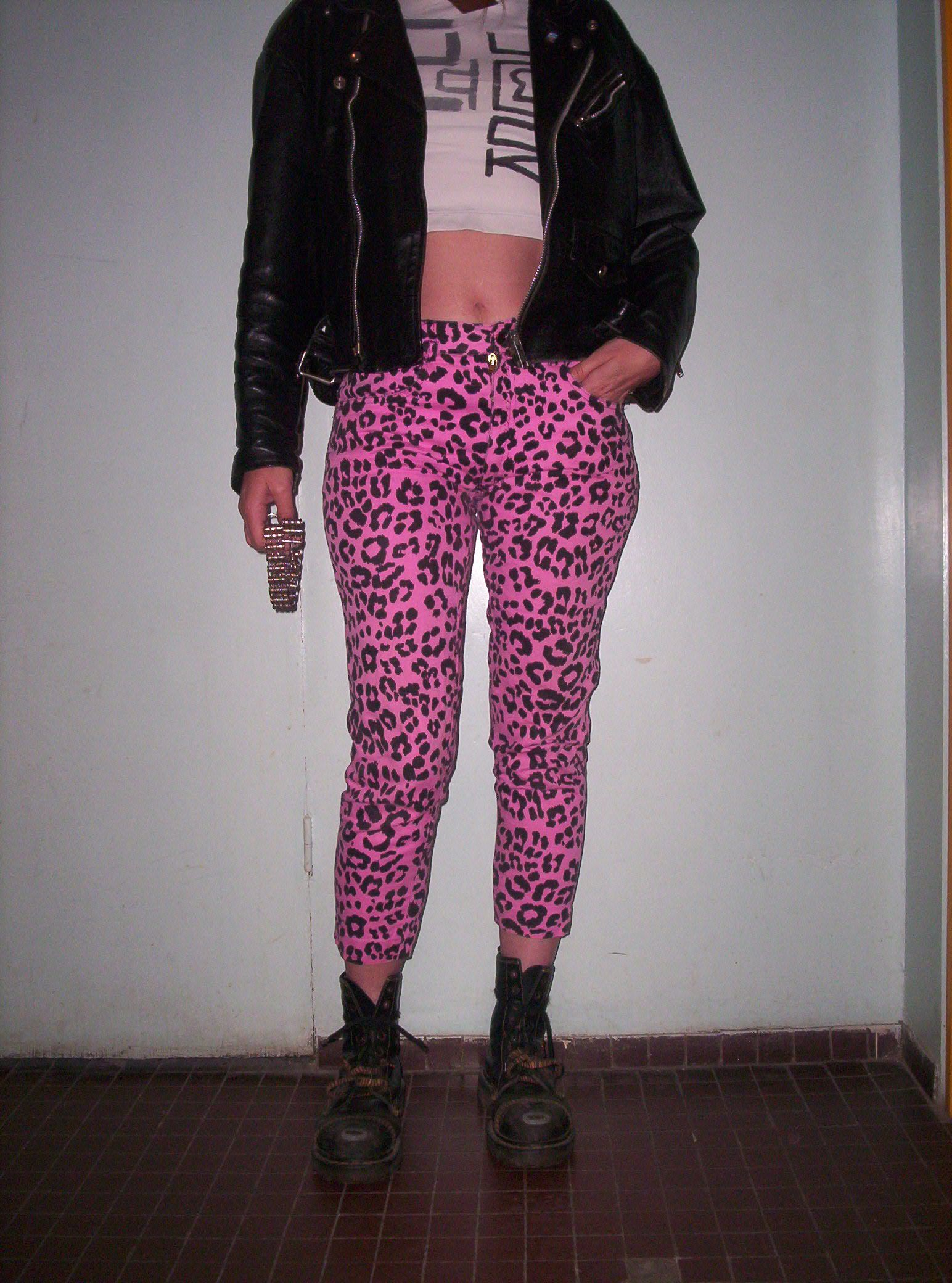
Tenue avec du léopard.

Le goût du kitsch s'affiche par des motifs léopard, Prince de Galles, pied-de-poule, pois ou rayures.
Dans les motifs comme dans les couleurs, il s'agit d'une mode de contraste utilisant des couleurs qualifiées de violentes ou de criardes : noir, blanc, rouge vif, bleu électrique, violet flashy.
Cette volonté de contraste se retrouve aussi dans les volumes des vêtements qui sont tantôt très longs, très larges, très courts - notamment les jupes chez les femmes - ou très moulants.
D'autre part, en réaction aux codes naturels en place issus du mouvement hippie, les matériaux synthétiques, symbole de la production marchande moderne, comme le plastique ou le bakélite, sont largement utilisés pour les accessoires.

### Vêtements

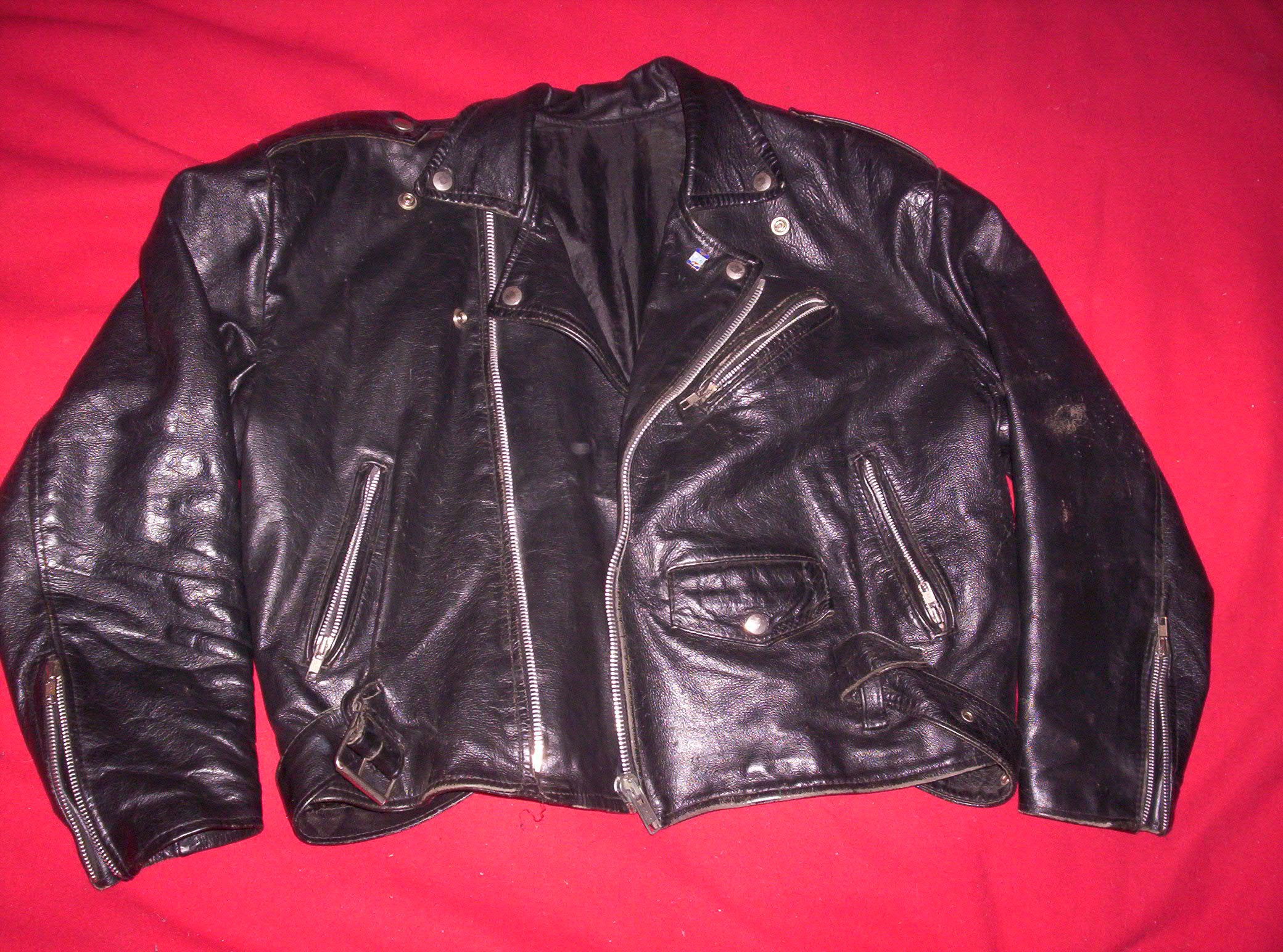
Blouson type perfecto.

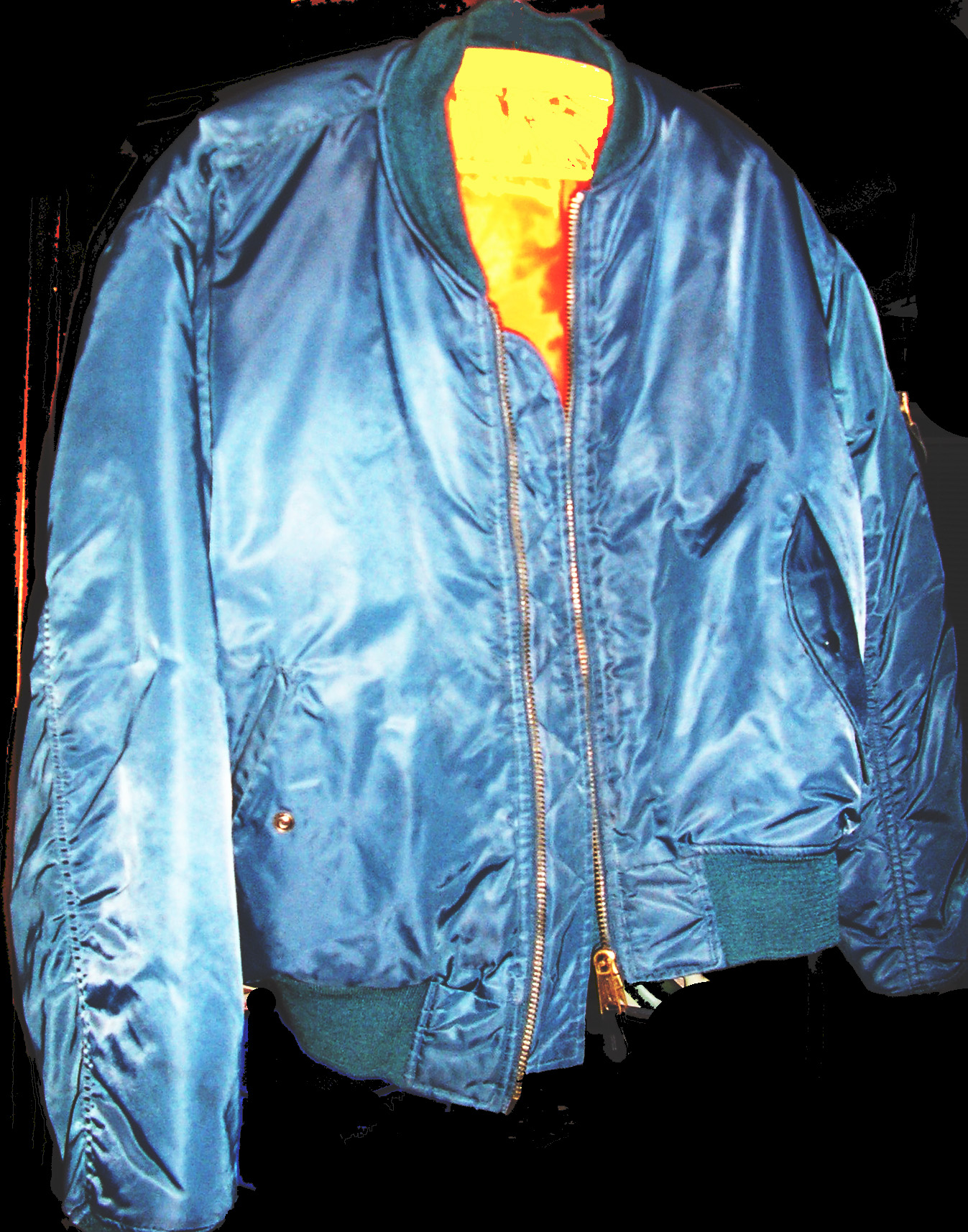
Blouson type bombers.

Par l'héritage Do it yourself, les vêtements s'achètent en friperie ou au surplus militaires, et se personnalisent par des dessins, logos, symboles, slogans ou s'accessoirisent, se déchirent, etc.
Pour Rowland-Warne, il est possible d'interpréter cette tendance à déchirer les vêtements pour montrer le dessous comme une réminiscence de la mode des crevées. Cette façon d'exhiber les dessous se systématise dans le port de lingerie au-dessus des autres vêtements et se complète par le port des vêtements sur leur envers.
Pour d'autres auteurs, le fait de déchirer les vêtements fait référence à la violence voire à la sexualité.
Dans les blousons se retrouvent le perfecto, symbole du rock, mais revisité à la mode punk pour dépasser l'image obsolète du « rocker empaté » et le bomber, en raison de la politisation du mouvement et de l'aspect pratique car il est difficile à saisir.
Du fait du détournement du tartan (tissu écossais), le kilt est aussi un vêtement emblématique, souvent porté sur un jeans.
Par le côté provocant, les femmes portent des minijupes avec de la résille ou des collants sans pied.

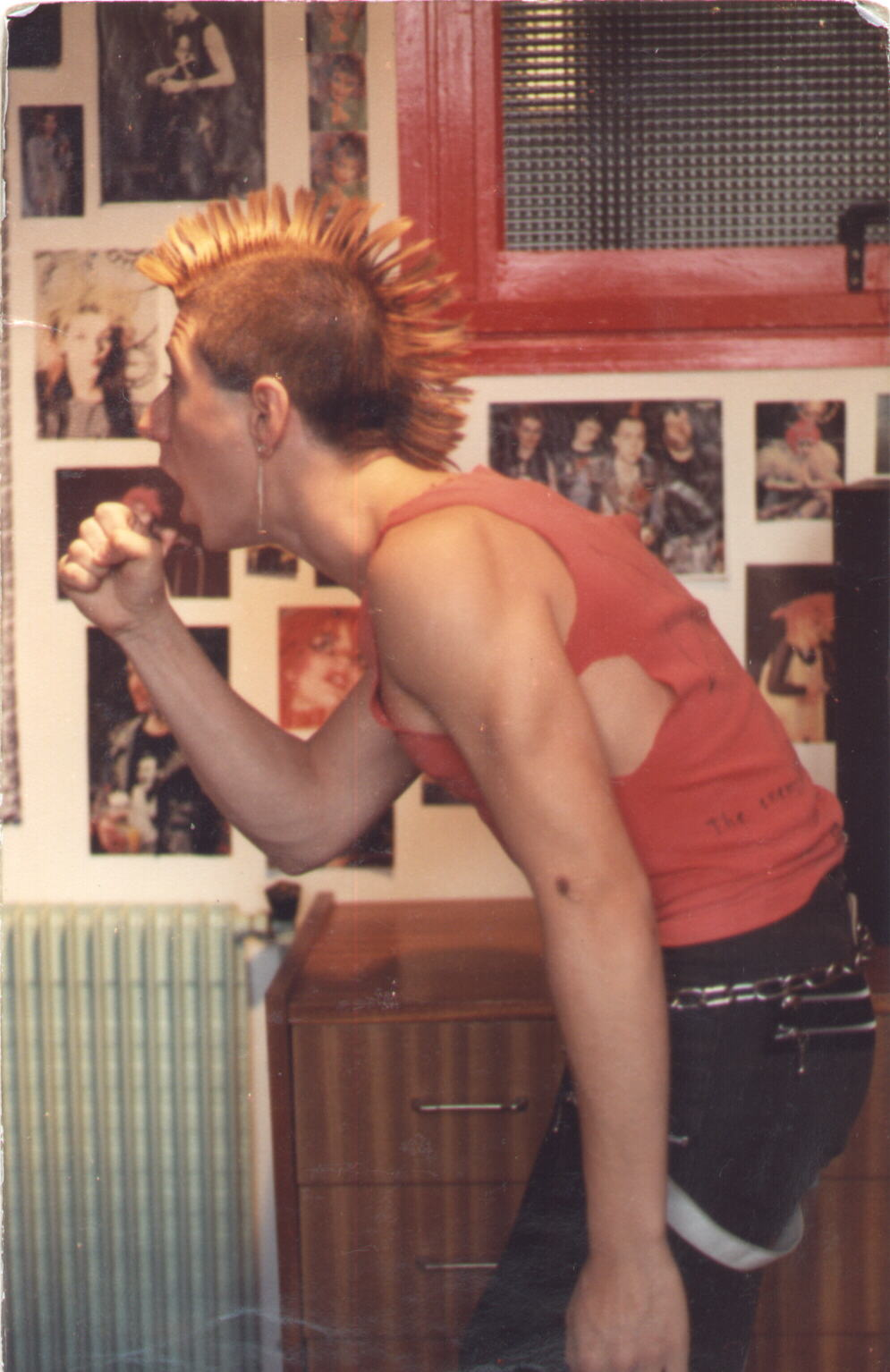
Tenue avec tee-shirt déchiré.
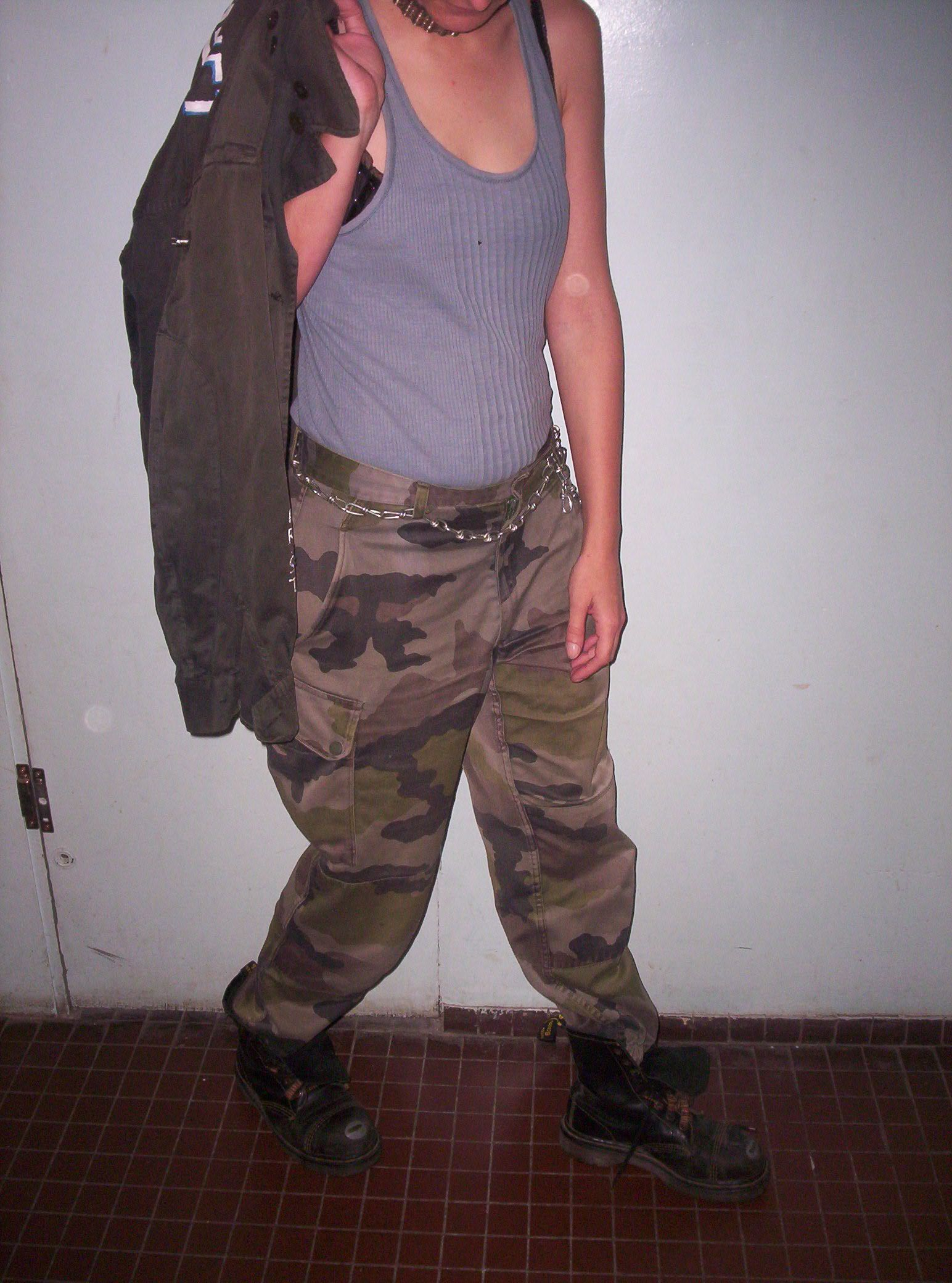
Tenue avec des vêtements de friperie ou de surplus militaire.
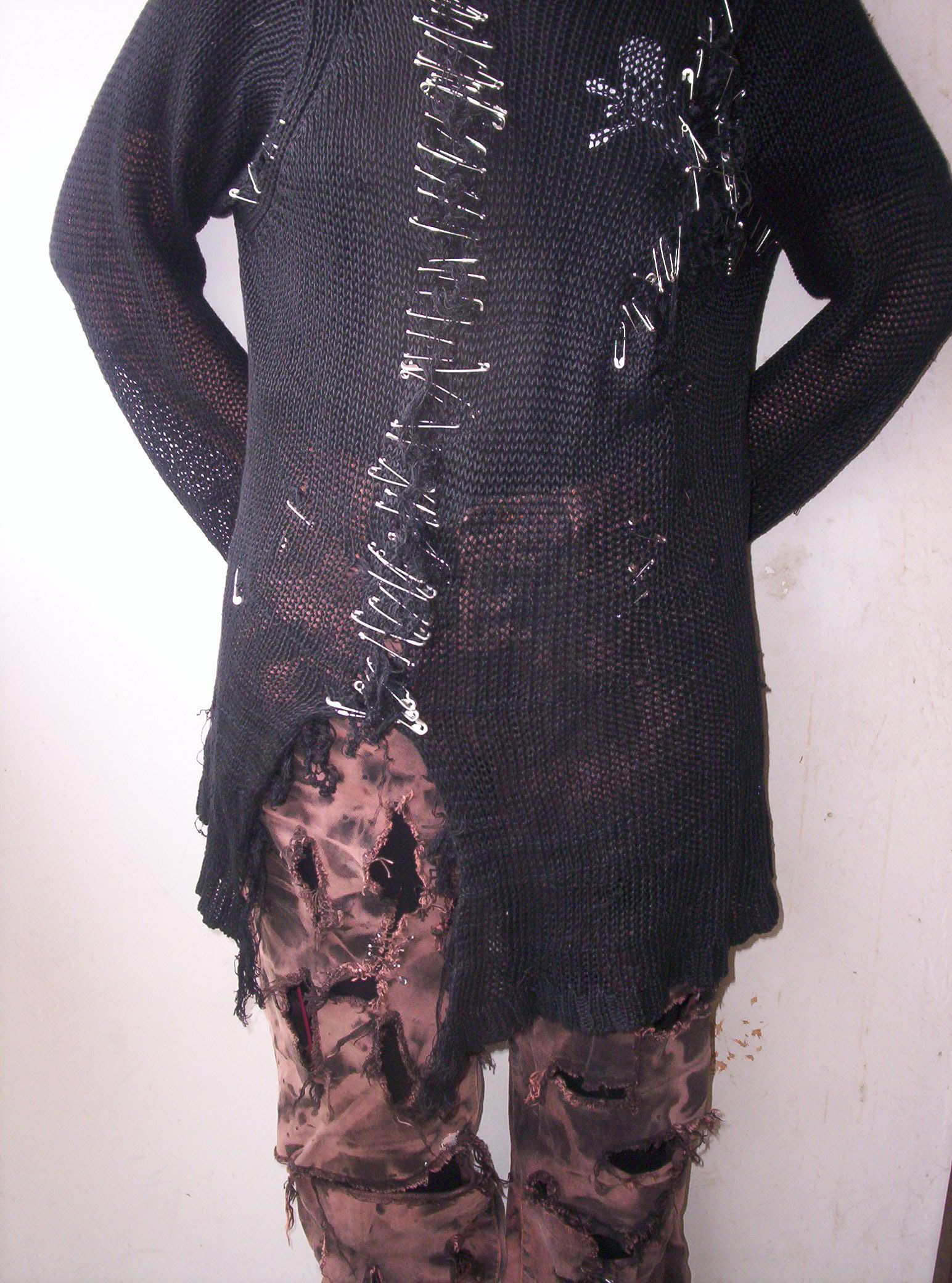
Vêtements accessoirisés avec des épingles de sûreté.
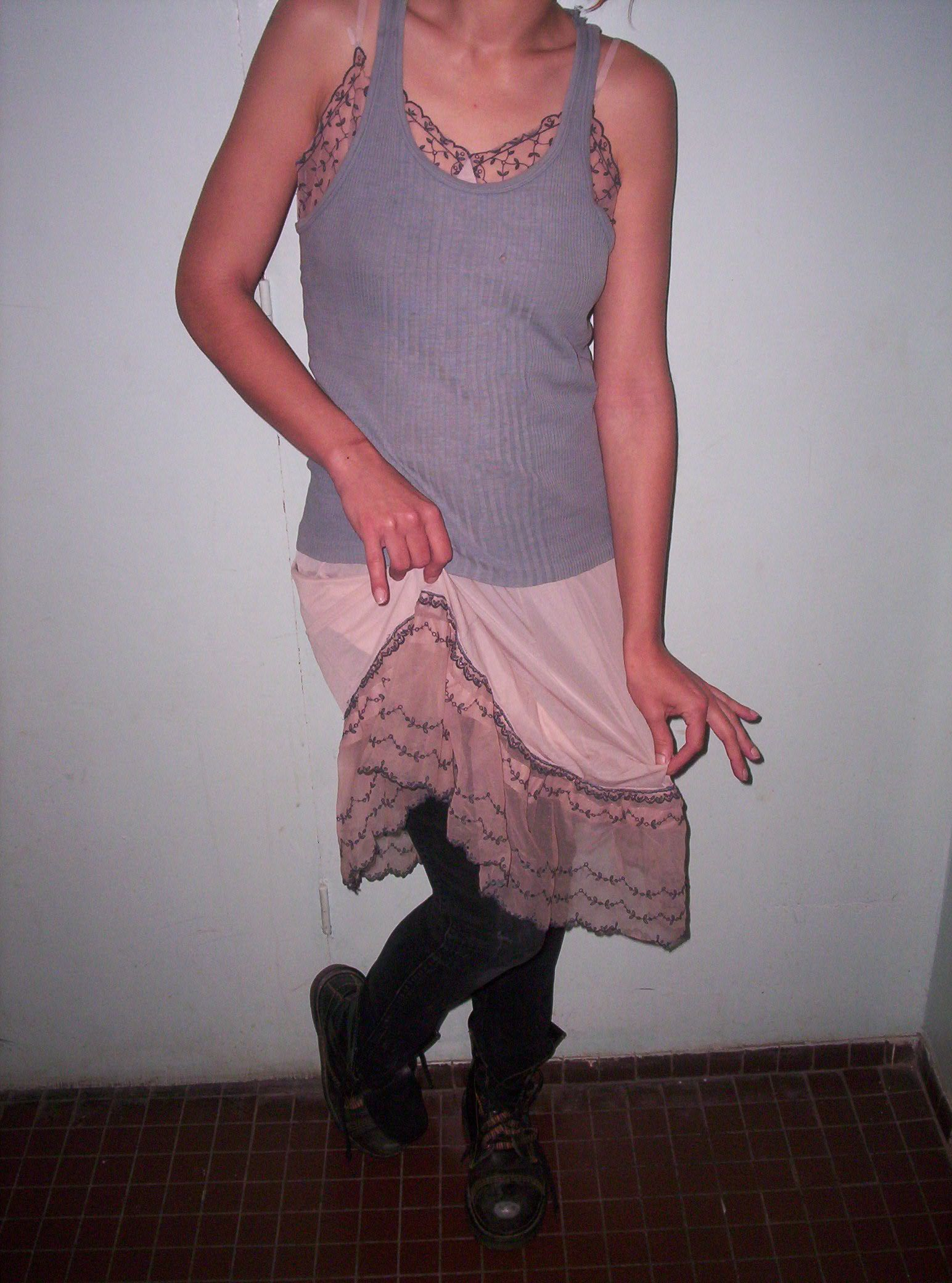
Tenue avec lingerie apparente.

Il s'agit de bouleverser le système vestimentaire. Pour cela, l'allure se construit avec un assemblage d'éléments disparates, généralement avec le souci de  contrarier les représentations habituelles des vêtements dans la majorité de la population. Des chaussettes trouées sont portées sur des bas résille, superposition de collants troués, lingerie apparente, long pull utilisé en minirobe, vêtements portés à l'envers, bretelles portées en bas, chemise hors du pantalon, cravate trop large, etc.

### Cas du tee-shirt

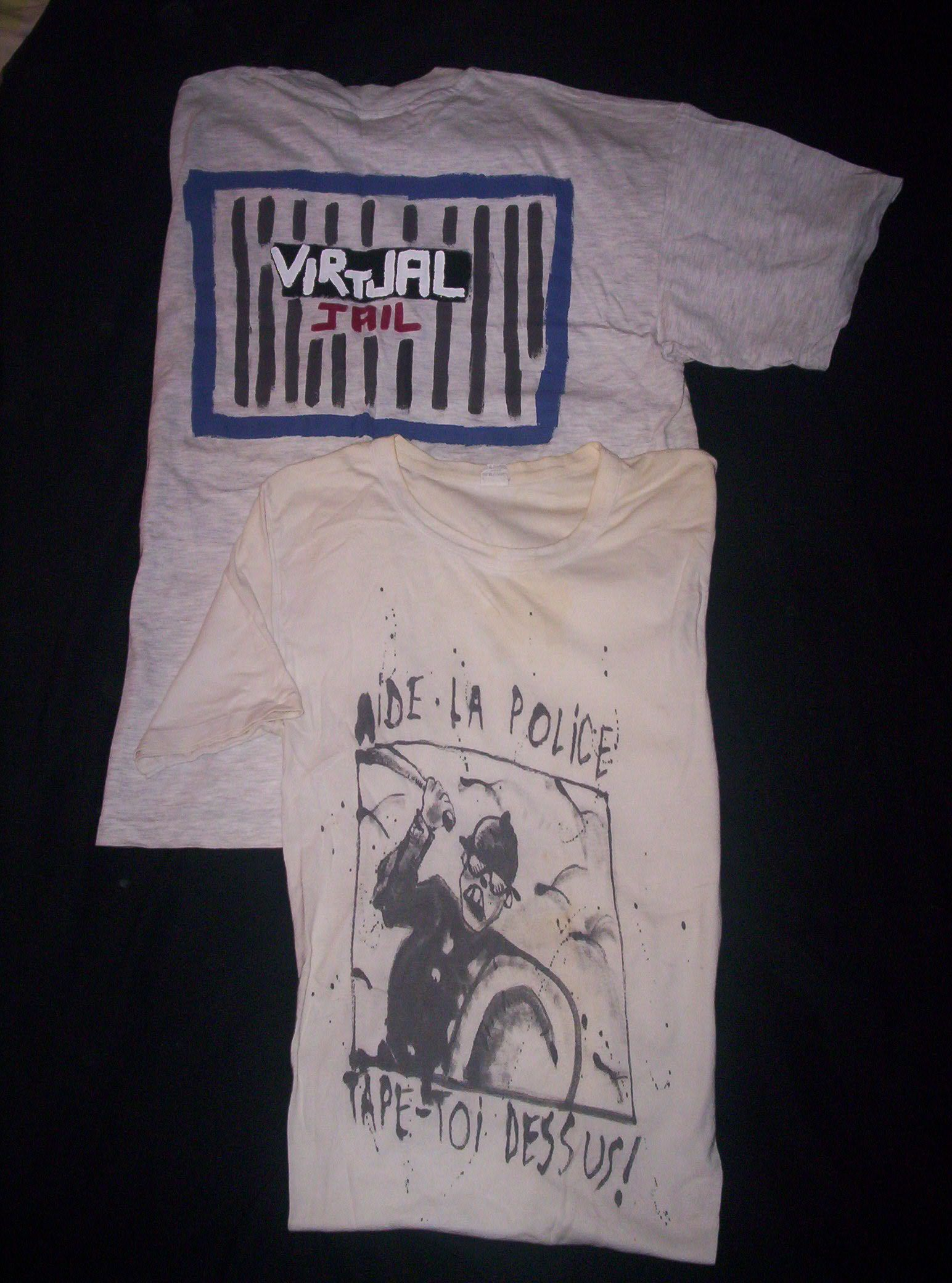
Tee-shirts personnalisés.

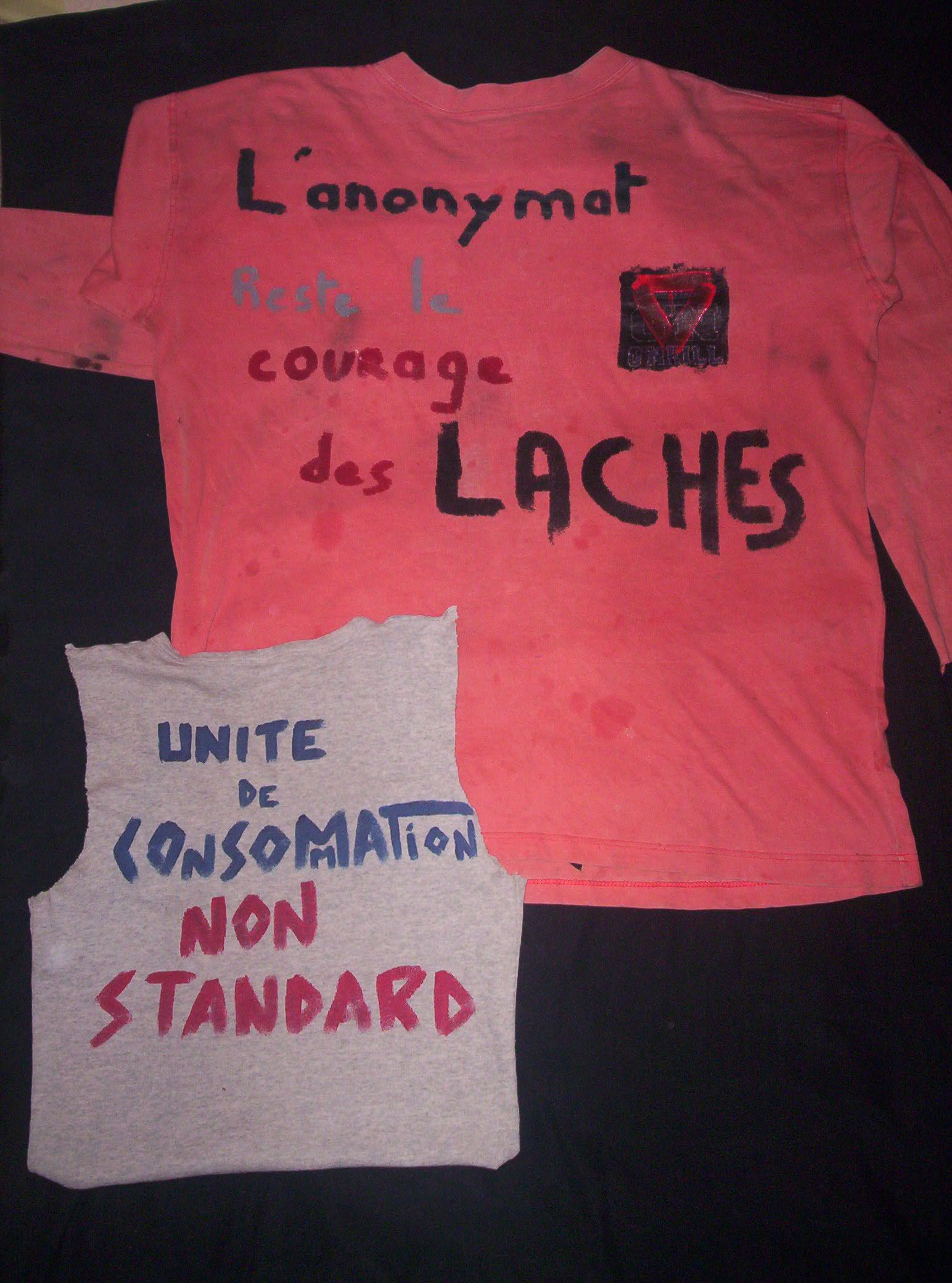
Tee-shirts personnalisés.

Comme le badge, le tee-shirt est peu onéreux et facile à personnaliser.
Outre son usage comme support promotionnel par les groupes, c'est un élément récurrent dans l'histoire du punk et de sa mode.
La boutique Sex en proposait une large gamme dont certains ont fait sa réputation :
- tee-shirt imprimé avec des paillettes comportant le logo de Gene Vincent, les noms d'Elvis ou de Chuck Berry ;
- tee-shirt où s'inscrivent des mots-clés comme « rock 'n' roll » écrit avec des os de poulet bouillis maintenus avec des chaînes ;
- tee-shirt coupé de deux lignes verticales sous la poitrine et recousues avec des fermetures à glissière d'où pendaient des chaînes ;
- tee-shirt « pneu de moto » : tee-shirt garni de pneus de vélo cloutés aux épaules ;
- tee-shirt « manifeste » : tee-shirt imprimé avec « Tu vas te réveiller un matin et savoir de quel côté du lit tu as dormi ! » et sous cette phrase se décline une liste de haine et une liste d'amour ;
- tee-shirt avec des visuels inspiré de la pornographie.

Lors des premiers concerts de Television, Richard Hell confectionne un tee-shirt avec une cible et écrit « Please Kill Me », mais il n'ose pas le porter, et c'est Richard Lloyd qui le met.
La légende veut que Johnny Rotten se soit fait remarquer par Malcolm McLaren et Steve Jones notamment à cause de son tee-shirt Pink Floyd personnalisé dont il avait arraché les yeux et il avait ajouté « Je hais » au-dessus du logo du groupe ; tee-shirt qu'il portait lors du tout premier concert des Sex Pistols en première partie de Bazooka Joe.
Dans un documentaire de 1976, Dressing for pleasure, consacré au fétichisme du latex, Vivienne Westwood présente un tee-shirt où est inscrit « Soyez raisonnable, demandez l'impossible ».
Lors de la séparation des Sex Pistols, Johnny Rotten portait le tee-shirt de la tournée sur lequel était écrit « J'ai survécu à la tournée des Sex Pistols » et où il avait ajouté « Mais le groupe, non. ».
À la mort de Nancy Spungen, Vivienne Westwood fait un tee-shirt imprimé d'une tache de sang et de la photo de Sid Vicious où s'inscrit « Elle est morte, je suis vivant, je suis à toi. ».
Toujours en 1978, Joe Strummer de The Clash se produit avec un tee-shirt imprimé avec le logo de la Fraction armée rouge entouré des mots « Brigate Rosse ».

## Symbolisme
Les différentes composantes de la mode punk ont largement été interprétées par de nombreux auteurs, voire par leurs investigateurs. Dans sa mise en œuvre originelle, c'est une mode porteuse de messages comme les slogans affichés sur les vêtements, et dont chaque élément est chargé au moins d'une valeur symbolique reprise ou détournée par le porteur.
La mode punk est constituée de codes vestimentaires qui définissent une identité d'appartenance sans équivoque au groupe plus qu'une véritable mode.

D'un point de vue socio-anthropologique, l'usage de ces codes vestimentaires appartient à la ritualisation, que ce soit dans leur mise en œuvre ou dans leur sens symbolique. 
L'habillement tient lieu de masque ou de totem
, il permet de protéger la fragilité potentielle du porteur en lui donnant une autre image.

D'un point de vue psychologique, l'adoption de la mode punk structure le comportement sur des points d'ancrage comme les codes vestimentaires, dont la principale référence sont les goûts musicaux. En effet, elle a d'abord existé et a été popularisée par des groupes de musique.
La valeur symbolique du vêtement est autant destinée à autrui qu'aux autres membres du groupe. L'allure peut témoigner du degré de révolte contre la société, du degré de violence face aux autres ethnies urbaines, du type de drogue qui a la préférence, etc.
Cet investissement symbolique du vêtement induit une association, de fait, entre les éléments caractéristiques du mouvement et l'appartenance à ce mouvement ce qui s'accompagne implicitement de connotations sur les goûts musicaux, l'idéologie, etc.

### Rejet du système

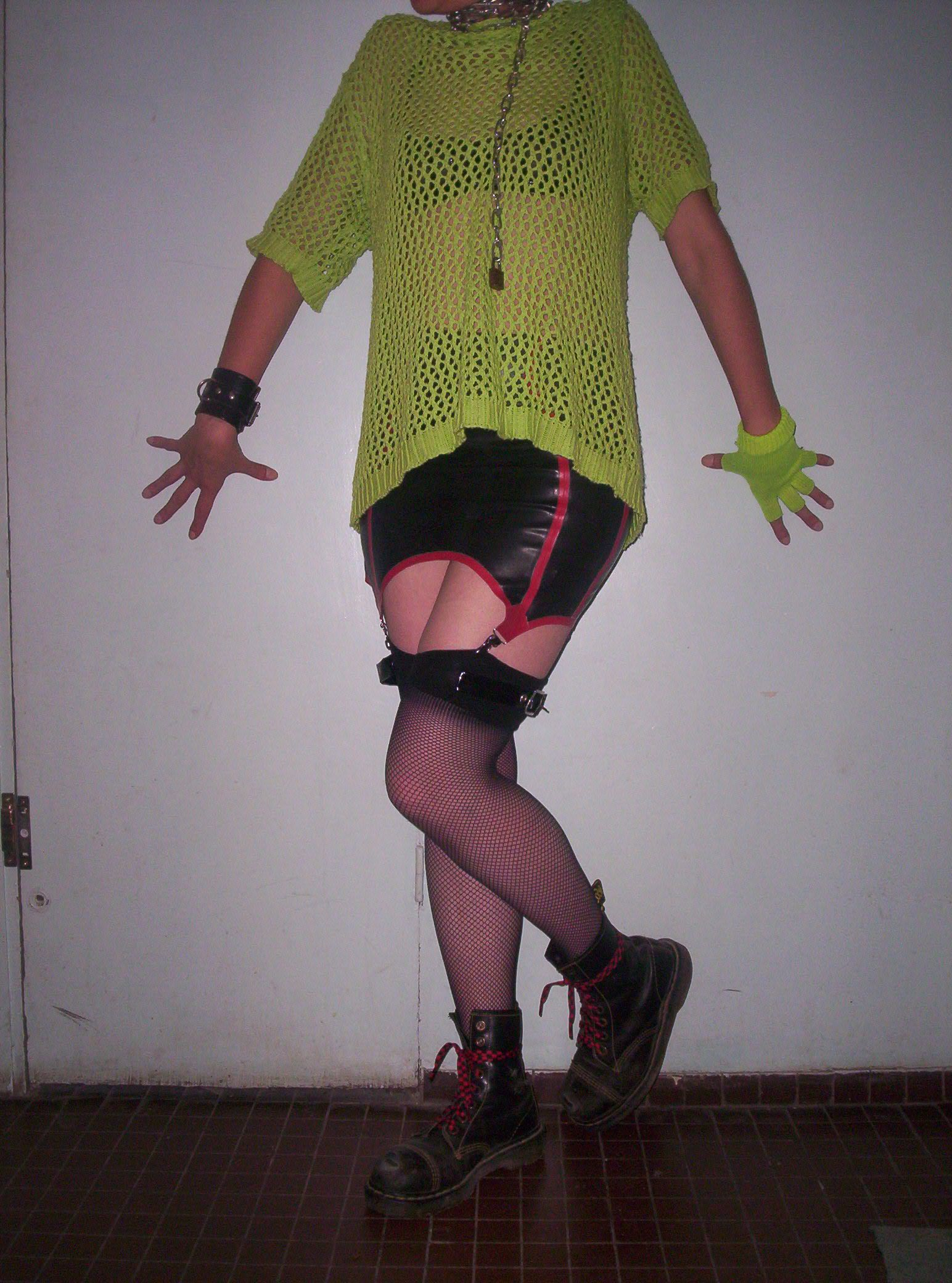
Tenue avec des éléments fétichistes.

L'élément essentiel reste le rejet du système en place, en exploitant deux registres - dérision et provocation - qui font appel tous les deux au détournement des éléments de ce système.
Ce détournement aboutit à une apparence hors-norme qui place le porteur dans une position d'auto-marginalisation assumée. Cette marginalité est temporaire et anticipe sur un statut futur valorisé, du moins dans le groupe.

#### Dérision
La dérision détourne, déforme, voire tourne en ridicule les codes vestimentaires admis de l'époque. Des résilles sont fabriquées avec des filets à oranges, des accessoires inutiles ou dysfonctionnels apparaissent (lunettes sans verre en fil de fer, lacets de chaussures mal noués pour entraver la marche, etc), plaquettes de médicaments vides accrochées aux vêtements, simulacre de tampon hygiénique pendant à la ceinture, t-shirt coupé dans un sac poubelle, etc.
Le jeans comme le tee-shirt perdent leur sens universel en étant déchirés, que ce soit via l'acte de renier un symbole universel en le déchirant, ou le fait de porter un symbole universel dans sa version destroy. 
Symbolique qui se retrouve aussi dans le blouson de cuir type perfecto, symbole universel du rock dont l'acte de profanation lié à la personnalisation (accessoirisation, peinture, etc.) est aussi chargé de sens que le fait de le porter.
La fonction unisexe du jeans ou du tee-shirt est, elle aussi, tournée en dérision par l'ajout d'éléments faisant clairement référence à la sexualité.
De même, le fait d'utiliser des symboles forts de la monarchie et de la bourgeoisie pour se vêtir les ramène à leur état de pièce d'étoffe.

#### Provocation
La provocation consiste surtout à afficher des symboles habituellement considérés comme tabous.
Elle touche ce qui est alors considéré comme des déviances, dont la sexualité, l'androgynie, le BDSM, le fétichisme, le sadomasochisme, la prostitution, la toxicomanie, les modifications corporelles dont le piercing.
Mais elle touche aussi au politiquement correct en arborant des symboles politiques forts.
Provocation aussi dans les vêtements type bondage, où les membres sont entravés par des sangles autant que dans les colliers de chien portés au cou, qui outre l'aspect déviant du premier niveau de lecture, symbolisent aussi le rejet d'un système vécu comme aliénant.

### Violence

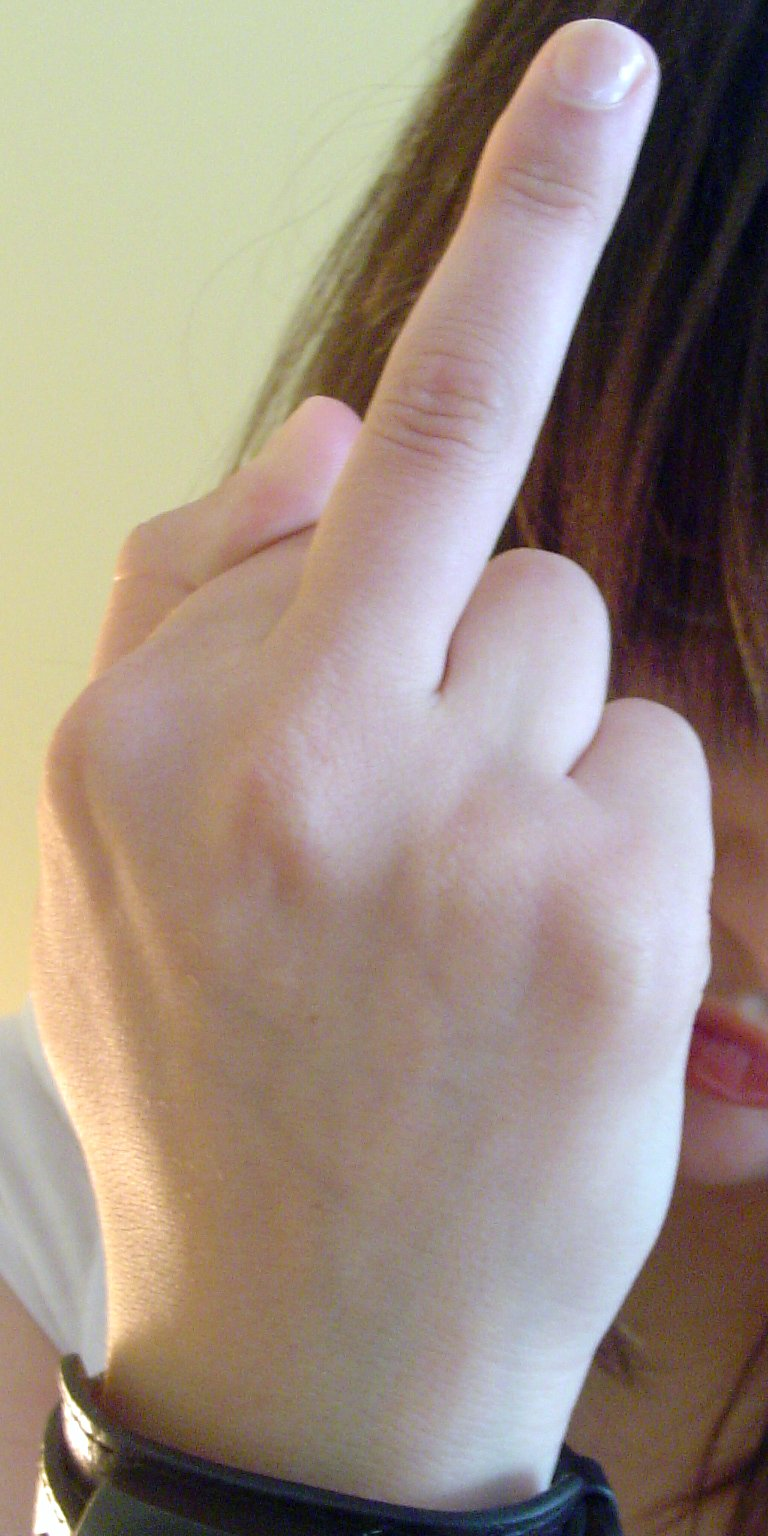
Le doigt d'honneur, attitude punk par excellence.

La plupart des ethnies urbaines transmettent une idée de violence, véhiculée par la notion de nombre due au regroupement en bande.
De par son côté provocant, la mode punk transmet une image revendicative souvent assimilée à une idée de violence. Cette violence à l'égard de la société se charge d'une dimension symbolique dans la mode punk. En effet, elle s'exprime notamment dans l'habillement où le « jeu de corps paré » permet de s'opposer, voire de se substituer à un système jugé aliénant.

#### Attribut guerrier
Cette idée de violence se transmet aussi par l'usage d'accessoires ou de symboles associés aux attributs guerriers dans l'inconscient collectif.
C'est le cas de la crête iroquoise qui est assimilée aux guerriers amérindiens, mais qui peut aussi se rapprocher des décorations qui ornaient les casques des guerriers comme ceux des Gaulois ou les cimiers des heaumes. D'un point de vue psychanalytique, cette coiffure constitue, de par sa hauteur, un rite d'élévation qui peut se traduire comme une tentative d'identification au dominant,.

#### Autodestruction
La violence faite à soi-même est une forme de violence extrême. Elle appartient au mythe du poète maudit ainsi qu'à la symbolique associée au toxicomane.
Dans certaines religions dont la religion chrétienne, les modifications corporelles sont assimilées à l'automutilation.
Cette thématique de l'automutilation peut aussi se retrouver dans les vêtements déchirés. 
La symbolique de l'automutilation induit aussi une idée de sauvagerie primitive, qui se retrouve aussi dans la coiffure.
L'autodestruction renvoie aussi aux thèses psychiatriques de la fin du XIXe siècle interprétant la toxicomanie ; or la toxicomanie est fortement liée au mouvement punk.
Cette dimension presque poétique du désespoir dans le punk atteint son apogée lors de la tragique fin du couple Sid Vicious-Nancy Spungen qui est parfois rapprochée par certains fans du mythe de l'amour impossible.

#### Jusqu'au-boutisme
Véhiculées par le mythe associé à James Dean, les références aux années 1950 rejoignent une idée de liberté jusqu'au-boutiste qui se retrouve aussi dans l'histoire du couple Sid Vicious-Nancy Spungen.
Cette absence de limite est symbolisée par la crête iroquoise dont la mise en œuvre a un caractère définitif.
Elle appartient à l'histoire des Sex Pistols qui enchaînèrent scandale sur scandale, dus à leur comportement sans limite.

### Tolérance sociale et méprises

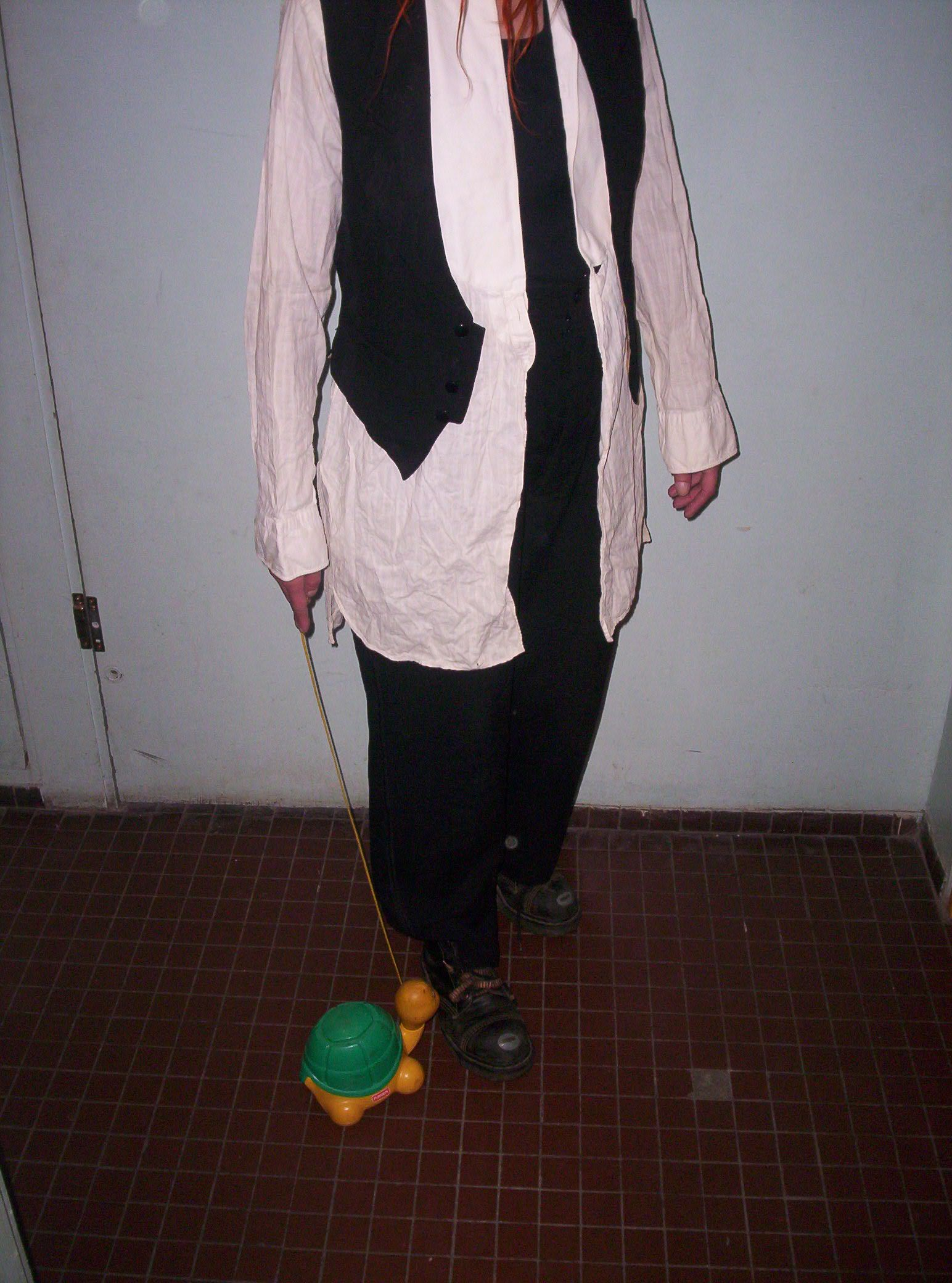
Tenue dandy.

Au début du mouvement, le fait qu'ils décolorent leurs cheveux, les coupent courts et portent des pantalons étroits, a parfois fait passer les punks pour des homosexuels, notamment aux États-Unis. D'autant que les Ramones chantaient 53rd and 3rd où Dee Dee Ramone se réfère à un lieu connu de la prostitution masculine à New York.
Les boneheads sont issus du mouvement skinhead qui est proche du milieu punk. Leur code vestimentaire comporte des points communs qui amènent parfois à des confusions.
L'usage de la croix gammée par provocation (une constante chez les punks) ajoute d'autant à la confusion.
Pour éviter cette confusion, certains punks portent des symboles anti-nazi.
Entre le temps de préparation d'une coiffure ou le soin apporté à l'apparence, le punk est parfois présenté comme une sorte de dandy moderne ou « dandysme de fauchés ».
Pourtant, à l'inverse de l'idée de préciosité associée au dandy, les vêtements s'achètent au moins cher (puces, friperie, surplus militaire, vente au poids, etc.) avec peu de considération pour ce qu'ils sont - sauf pour des éléments kitsch (pantalon vert pomme, chemise à impression cow-boy) - puisqu'ils sont voués à être personnalisés par des dessins, des accessoires voire des photos. Cette contradiction où le parti-pris anti-esthétique devient d'ordre esthétique, était déjà présente dans le mouvement dada.
La perception véhiculée par la culture populaire, notamment via le cinéma, vise à stigmatiser les côtés les plus jusqu'au-boutistes, antisociaux et violents du punk en donnant souvent une allure punk aux personnages incarnant le méchant.
Certains éléments de la mode punk peuvent, en fonction des pays, avoir un caractère illégal. 

Ainsi, en France, les triplex sont considérés comme des armes par destination et sont donc interdites. 

De même, la mode des grosses bagues en métal se serait développée à la suite de l'interdiction des poings américains.

Certains visuels de tee-shirts de la boutique Sex ont été interdits car jugés trop choquants : ce fut le cas des tee-shirts comportant la cagoule du violeur de Cambridge ou ceux avec un visuel où deux cow-boys sans pantalon se font face avec leur sexe qui se frôlent.

## Critiques de la part de punks
Certains groupes de punk ne se sentent pas concernés par cette mode punk, et la dénoncent. Le mouvement punk contestant l'idée de norme, une mode punk leur apparaît comme une oxymore.
Ainsi, Dead Kennedys, dans la chanson Nazi punks fuck off, déclare que l'on n'est pas "punk" parce que l'on fait des piques dans ses cheveux. Les Descendents, aussi, dénoncent la complaisance dans la conformité punk, à travers la chanson I'm not a punk.

En France, la dénonciation des clichés du punk rock est un thème récurrent des chansons de Zabriskie Point. La chanson contre-culture notamment dénonce la mode punk comme une norme inversée, un signe distinctif rebelle sur les cartes d'identités. Pour Didier Wampas, le punk c'est on fait ce qu'on veut ; il se plaint donc de la codification du punk qui a émergé du mouvement punk au début des années 1980.
Les Betteraves dénoncent également, dans la chanson Euh... Punk ?, la superficialité d'une esthétique "punk", vidée de sens.